# 雲豹裝甲車族
雲豹裝甲車族是中華民國陸軍兵工整備發展中心研發的八輪裝甲車族，整體設計以滿足台灣地形的需求為主要考量。目前中華民國陸軍與中華民國憲兵已採購670餘輛各型雲豹甲車，中華民國海軍陸戰隊也計畫訂購60輛以滿足作戰需求。

## 發展
中華民國陸軍最早於1970年代末期購入數百輛V-150輪型甲車，然其在陸軍中的定位為偵蒐及作戰支援裝備而非主戰裝備。隨著台灣的公路建設逐漸完善，可在道路快速行駛且維修成本較低的輪型甲車的優勢逐漸顯現。為此，陸軍戰甲車發展中心（現屬兵工整備發展中心）於西元1985年派員前往愛爾蘭學習輪甲車的設計及製造技術，並在愛爾蘭提摩尼公司的幫助下於1992年推出CM-31六輪裝甲車，奠定研製輪型甲車的基礎。然而該型甲車因煞車系統有極大的問題而未進入量產，軍方遂決定研製新型八輪甲車以作為國軍的下一代甲車。
在吸收了CM-31的經驗後，兵整中心於2002年9月完成了編號為P0的八輪甲車雛形車，後又於2003年至2005年間生產編號為P1至P3的三輛原型車，以此評估新型八輪甲車的技術、規格、生產工序及後勤維修體系。時任總統陳水扁於2005年1月11日因其火力與機動性而將此型甲車命名為「雲豹」，翌年則以「迅馳專案」的代號編列量產預算，預計以新台幣570億的預算於9年內生產638輛雲豹甲車。首批量產型雲豹甲車也於2011年12月29日交付陸軍機械化步兵第二〇〇旅（現為機械化步兵第二三四旅），宣告雲豹甲車正式開始服役。

### 車體

#### 第一代
雲豹甲車的車體以高張力鋼板焊接而成，全車皆達到北約STANAG 4569 Level 3標準，可抵禦7.62×51mm NATO直擊；車體正面則達到Level 4標準，可抵禦12.7×99mm NATO直擊與155公厘砲彈之破片。加掛和成欣業生產之三明治式陶瓷附加裝甲後，全車的抗彈能力可達到Level 4標準，車體正面更是達到Level 5標準，可抵禦25公厘機砲彈直擊。除此之外，雲豹甲車的重要部分皆以克維拉包覆，以防止破片對車組員及重要設備造成損害；傳動機構及轉向機構則收納於V型車底盤內，可提升抗地雷能力。
動力方面，雲豹甲車的動力包件中包含一組卡特彼勒C12柴油引擎及艾利森MD 4560P型自動變速箱，而動力包件可在運輸或維修時可整組吊起並在車外發動測試，簡化維修及保養流程。動力室艙蓋也採用常見於商用車的液壓式千斤頂舉升，較CM-21裝甲車採用的機械式鉸鏈省力且安全。為提升越野性能，雲豹甲車的傳動組採8×8型式，可提供車輛最大的牽引力，也因四組差速軸平均磨損而使整體壽命較前四輪傳動來得長；米其林軍用越野胎則可讓甲車在任一輪胎洩氣後以30公里/小時的速度行駛30公里，使機動性與存活性得到提升。除此之外，重新設計的八輪煞車系統具有八組獨立的碟式煞車卡鉗，具備極高的可靠度，也解決CM-31原型車上出現的煞車問題。
雲豹甲車上的所有子系統皆透過控制器區域網路構連，可整合各系統的數據並同時操控多項系統，使其成為國軍首款具備數位式電控系統的軍用車輛；兩組獨立運作且互為備援的電力供應系統則可在引擎未發動的狀況下為武器及車載電子系統供電。這些電子設備皆裝配於甲車右後方的抗電磁干擾配電箱內，大幅降低後勤人員在維修相關系統時所需耗費的時間與精力。雲豹甲車也是國軍首款配備整合式核生化防護／空調系統的軍用車輛，可在核生化環境下提供新鮮空氣，並透過士兵座椅上方的獨立冷氣出風口排出，使車內乘組員在炎熱的氣候中有舒適的乘車環境，減少不必要的體力消耗。此套系統也可偵測火災並自動滅火，以避免車內彈藥殉爆。

#### 第二代
在推出第一代雲豹甲車後，軍備局第202、209及401廠與工研院合作研製第二代雲豹甲車，並在2017台北航太展上首次展出編號為M1的樣車。M1樣車以第一代雲豹甲車為基礎，車體兩側的垂直裝甲更換為抗破甲榴彈能力更高的空心楔型裝甲，車頭燈、環景攝影機、喇叭等配件也被整合至車首裝甲內部。為提升可靠性並節省人力，該車的車尾門由液壓控制的跳板門改為人力控制的對開門，車頂艙門則由上翻開啟改為兩側滑開，可避免人員開關艙門時暴露於艙外。在越野性能方面，M1樣車改採體積較小、吸震效果更佳的液壓避震器，轉向機構由一代的機械式二軸轉向系統升級為電控三軸轉向系統，使轉彎半徑從11公尺減至9公尺以內。然而M1樣車仍有多處未成熟的設計，如車載全景環視設備的布置方式使其容易在擦撞障礙物時損壞，戰鬥重量的提升也使推重比下降，將會導致甲車的機動性下降。為此，軍備局以M1樣車上驗證的各種技術重新開發出編號為M2的樣車。
M2樣車與前型車最大的不同點在其採用了車殼與底盤分離的設計。此種設計可使工廠用同一條產線生產統一規格的底盤，再依需求製造不同規格的車殼；車殼或底盤損壞時也僅需更換妥善品即可重新使用，大幅簡化生產及維修的流程。M2樣車的動力組件接近車體重心，液壓避震器也加入高度控制系統，使甲車的運動性能及武器後座力控制性得到提升，日後開發兩棲型甲車時也不需要重新配平以使甲車能穩定浮游。除此之外，M2樣車的車頭燈、環景攝影機、喇叭、裝甲等配件皆經過重新設計，車上也預留隨車工具放置空間並裝上煙霧彈發射器，整體構型較M1樣車更為成熟。
此版本的雲豹甲車可與現役的第一代雲豹共用70%的零組件，可降低新式甲車服役後對後勤體系帶來的衝擊。

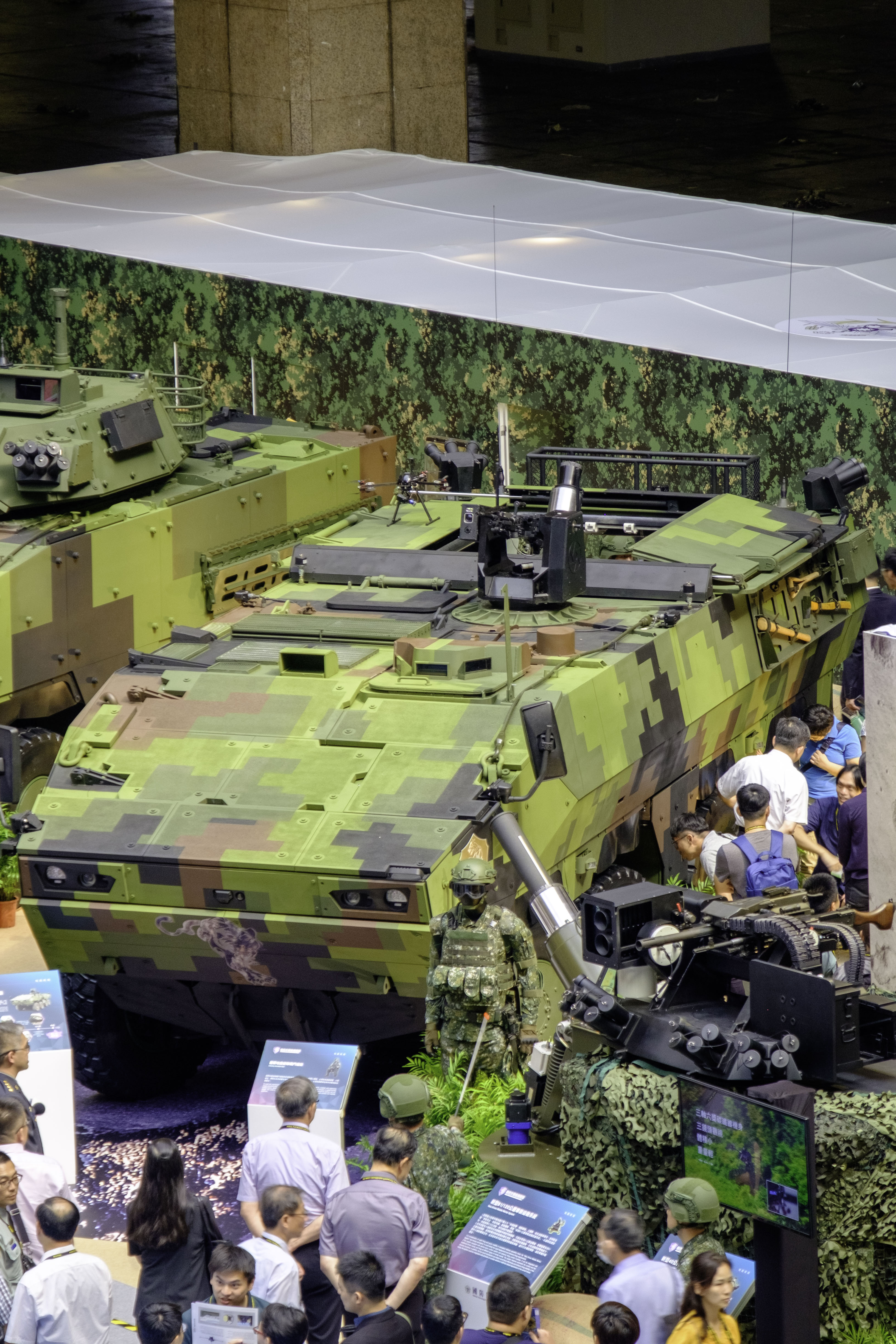
搭載81公厘迫擊砲的雲豹二代M2樣車
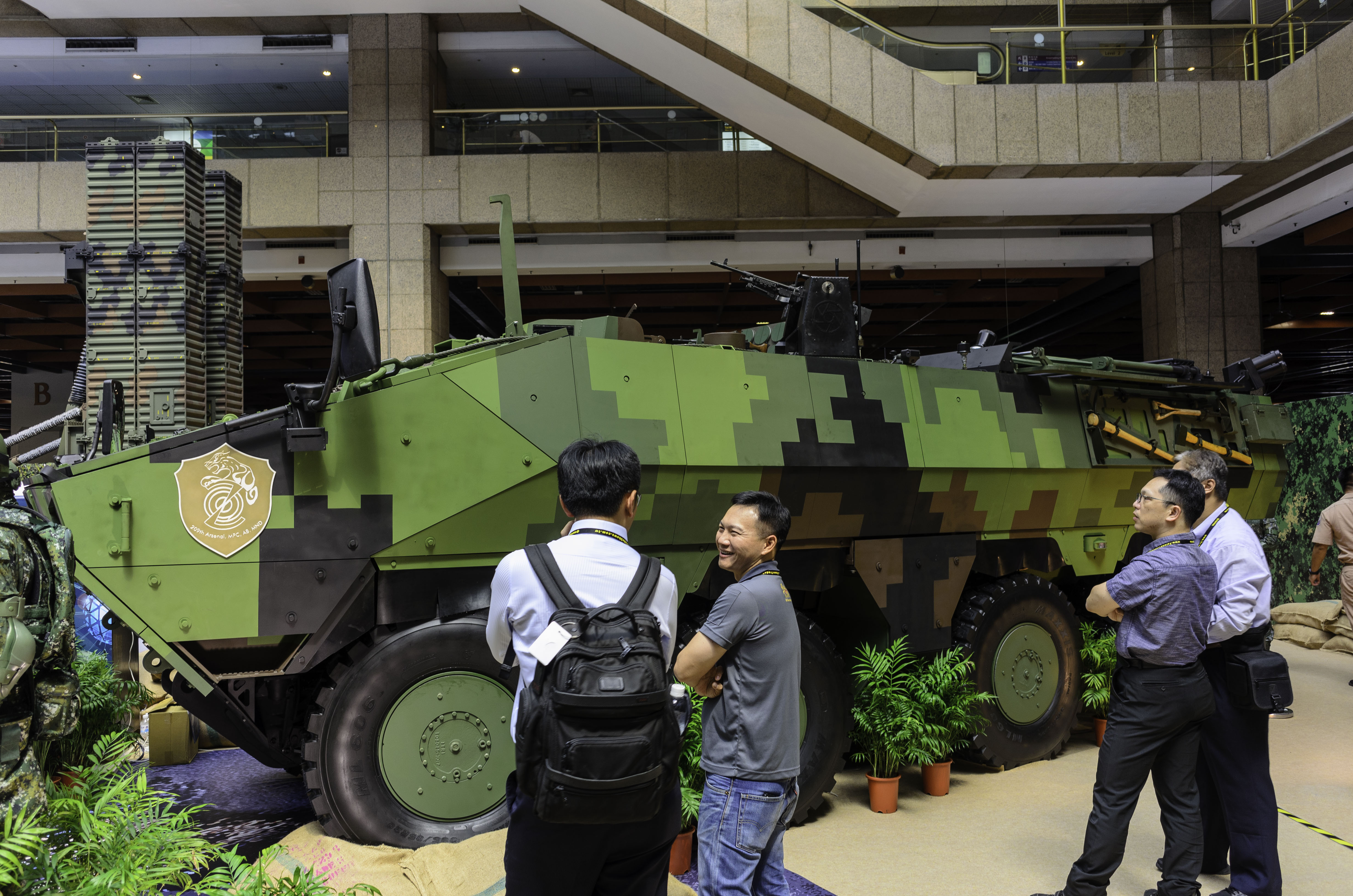
M2樣車的左側，可見其空心楔型裝甲
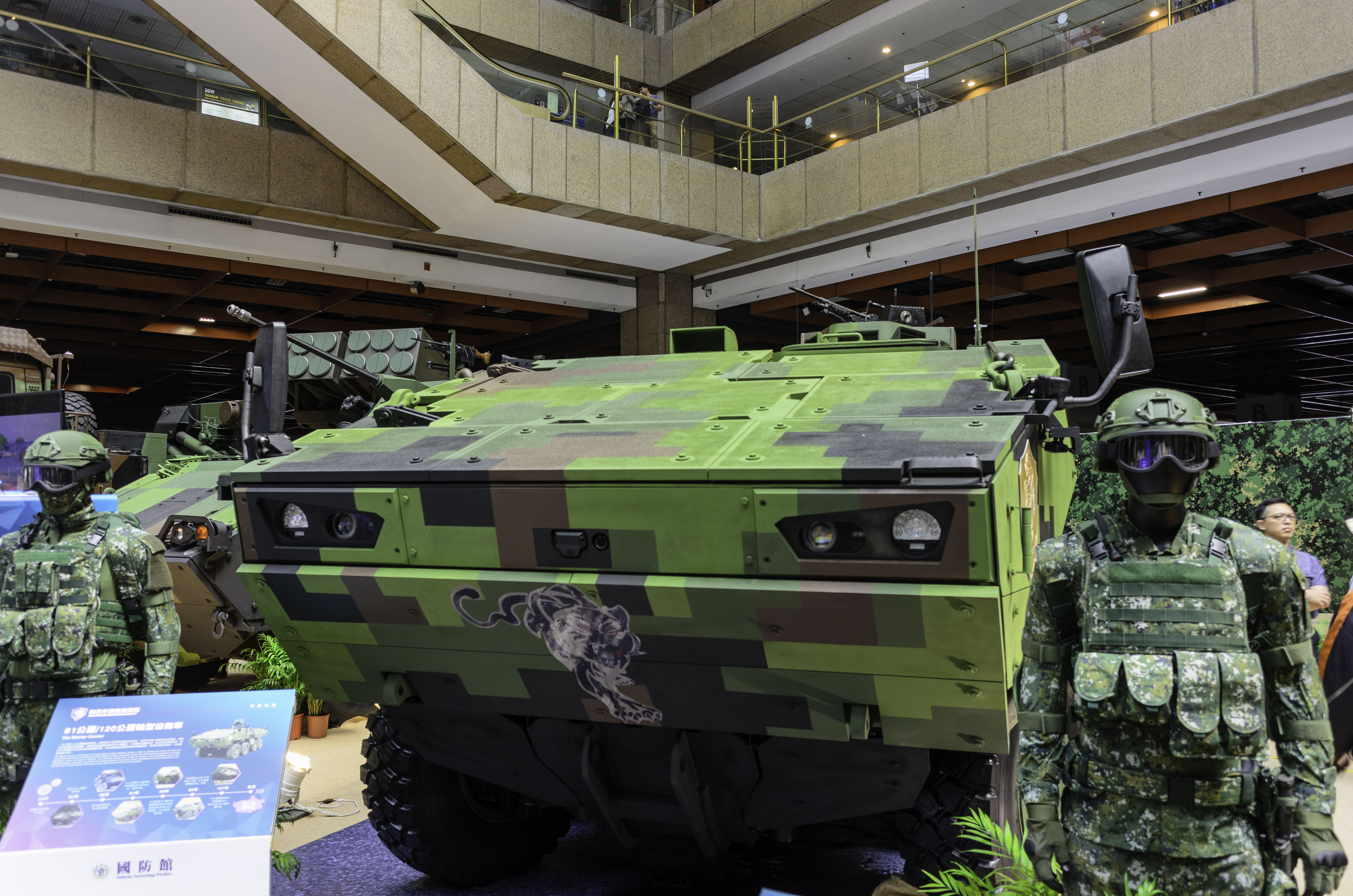
M2樣車的車頭，可見內嵌式頭燈與整合式環景攝影機
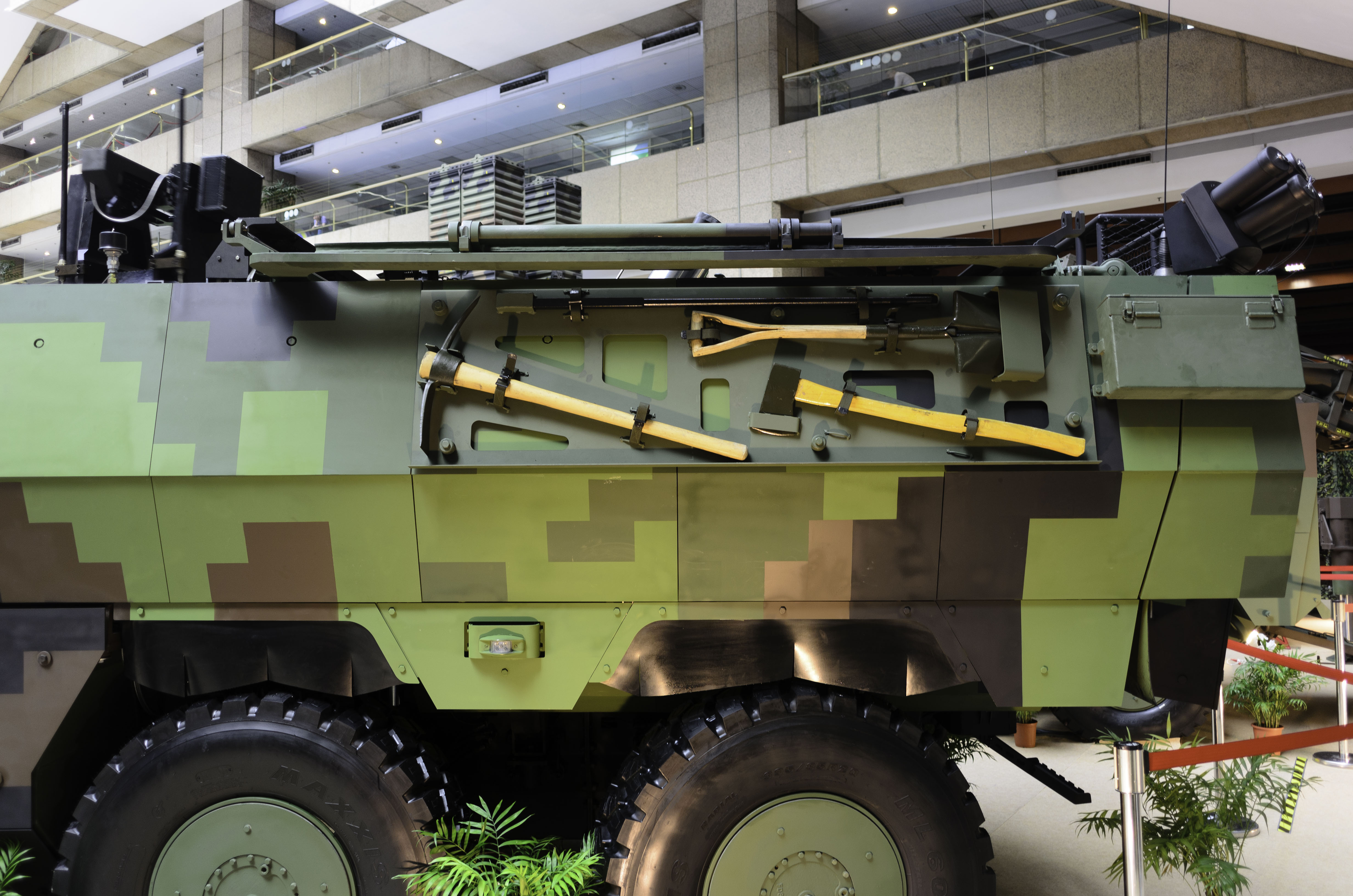
M2樣車左側的隨車工具掛架

### 機砲裝步戰鬥車
自雲豹甲車問世以來，軍備局即規畫將鏈砲系統整合至此平台上，以滿足中華民國國軍對次世代步兵戰鬥車的需求。國防部曾於CM-32原型車上安裝美國Delco公司生產之25公厘M242巨蝮式鏈砲砲塔，然而一座砲塔的價格接近底盤的50%，超過軍方可接受的範圍。為解決此問題，軍備局自2007年開始研製一款搭載T-75 20公厘機砲的密閉式雙人砲塔，然而該砲塔的設計過於落後，無法滿足陸軍的需求，使該案於2010年宣告失敗，監察院也因此對陸軍提出糾正。
機砲自製計畫失敗後，陸軍轉向美國ATK公司購買30公厘鏈砲的生產技術，但此計畫因技術轉讓需新台幣10億元而中止；新型鏈砲系統最後採取鏈砲外購、中科院整合砲塔的模式執行。新型30公厘機砲裝步戰鬥車的原型車於2015年初完成組裝，經一年測試後於2016年1月11日正式對外公開，並宣布將於民國106至110年（西元2017至2021年）間量產284輛。然而量產計畫因原底盤承包商中興電工受裁罰而被凍結，至2018年國防部重新招標後才得以繼續。重新招標後，國防部決定生產四輛先導量產車進行各項測試以確定構型。該批先導量產車於2018年10月19日完成124項戰術測評項目，其中僅有2項不合格，且均完成改善。陸軍認為此構型已符合作戰需求，故決定於2019年開始全速生產，並在2023年前完成量產計畫。2020年8月25日，國防部於「CM-34 30機砲裝步戰鬥車研發產製報告」記者會上宣布將增購21輛CM-34以供憲兵部隊衛戍首都，使該型車的量產數達到305輛。
在產製裝步戰車的同時，中華民國駐美軍事代表團於2019年5月以「戰備急需」的名義向ATK公司採購40萬發30公厘穿甲彈，軍備局第202及205廠也宣布將在民國108至110年（西元2019至2021年）間完成30公厘穿甲彈、高爆彈及訓練彈的研發及產線建置，國防部也表示205廠將於2026年開始量產30公厘彈藥。

### 輪型戰車
由於現役戰車已不符合作戰需求，中華民國海軍陸戰隊有意採購2個營的輪型戰車以汰換日漸老化的M41戰車。為此，軍備局曾開發代號為「黑熊」的105公厘輪型戰車，並在2007台北航太展上首度公開展出。然該計畫隨著相關人士的退伍而沒了下文，到2017年被陸軍步兵訓練指揮部看中才重新復活。2019年，軍備局以新台幣7億7,884萬元的預算執行代號為「獵豹專案」的105公厘輪型戰車研發案，預計於2023年底前產製2輛原型車並完成測評。該型車預計採用第二代雲豹底盤，主要武器為一門105公厘戰車砲，次要武器則是7.62公厘同軸機槍與搭載12.7公厘機槍的遙控武器站。由於需裝載於輪型甲車底盤上，輪型戰車的砲管須滿足輕量化、高穿甲能力、高膛壓、低後座力等條件。為此，中科院於2020年向美國沃特夫利特兵工厂採購2門M68A2 105公厘戰車砲。搭配M426（DM63）翼穩脫殼穿甲彈時，M68A2可在2,000公尺外貫穿500mm均質裝甲，且後座力較現役M68A1戰車砲低70%以上。然該採購案因使用證明與輸出許可等因素生變，軍備局遂終止採購合約，轉由202廠研製代號為XT112的新型105公厘主砲，原型車則採用修改後的M68A1進行測試。
首輛代號為D1的輪型戰車原型車在2022年6月30日完成了研發測試評估（DT&E），代號為D2的二號原型車則於同年9月30日完成DT&E，兩車隨後於2023年2月2日完成所有測試，其中40項合格，2項需要改進。上述測試結果顯示D1樣車的戰鬥重量為30.8噸，超過軍方要求的30噸；陸軍進行測試時也發現原訂的高度過高，不利於隱蔽。研發單位隨後在不改動砲塔的前提下將D2樣車的戰鬥重量降至29.9噸，全高降至3.8公尺，後續也將重新設計砲塔以將戰鬥重量與高度降至28.99噸與3.6公尺。由於D2樣車經修改後仍有3.3公尺高，軍備局於2024年以2.9億元的預算生產代號為D3的三號原型車以滿足陸軍的要求。其車高將降至3公尺以下，車內配置也會進行調整，增加彈藥攜帶量。D3構型預計2025年9月於台北國防航太展亮相，2026年6月完成研製及測評。雲豹輪型戰車的引擎馬力600匹，六輪轉向因此迴轉半徑小，可在寬度有限的道路上迅速變換方向，極速可達時速100公里。
與中華民國陸軍的現役戰車相比，105公厘輪型戰車的砲塔因採用國產電控伺服系統而有更高的精確度與更快的反應速度，砲塔系統具雙軸伺服穩定，可行進間射擊。砲塔也有自動追瞄與獵殲（Hunter-Killer）能力，射手僅需用系統鎖定目標即可持續追瞄，不須持續操作火砲瞄準目標，車長也可在射手接戰時用獨立的觀瞄系統搜尋新的目標。輪型戰車僅4名車組人員，觀測系統具全天候作戰能力，能在2000公尺外辨識車輛，1200公尺外辨認人員。105公厘輪型戰車的射擊精度達0.73密位，射擊後座力也僅有20噸，使首發命中率由30%提升至80%以上。車身採用複合裝甲，正面可對抗30公厘穿甲彈，側面可抗12.7公厘鋼芯彈，具有一定程度的防護力。

#### 武裝
輪型戰車具有一門105公厘XT112戰車砲，砲塔上方裝設1門12.7公厘遙控機槍塔，主砲旁則設有一門7.62公厘同軸機槍；砲塔後段則有煙幕彈發射器及雷射預警系統。
軍備局同時也為105公厘輪型戰車研發XTC112式人員殺傷彈與XTC112式尾翼穩定脫殼穿甲曳光彈（APFSDS-T）作為載彈，前者內部裝有2000顆鋼珠；後者可於2000公尺外穿透500mm均質裝甲。D2樣車，裝載彈藥數亦將從25發提升至33發。

### 八輪迫砲甲車
為替換現役的CM-22 4.2英吋迫砲車、CM-22A1 120公釐迫砲車及CM-23 81公釐迫砲車，中華民國國防部分別於民國104至105年（西元2015至2016年）執行「81公釐高爆榴彈研製案」及「新型81公釐車裝迫砲武器系統研製案」，並在接下來的三年間執行輪型迫砲車研製專案。81公釐輪型迫砲車於2015年5月15日首度公開，為一裝有半自動81公釐迫擊砲及數位化射擊指揮系統的CM-32雲豹甲車。在此套系統中，新型車裝迫擊砲的制退復進機可將後座力減少70%以上，使迫擊砲的精準度更高，底盤的負擔也能降低；數位化射擊指揮系統則整合了火炮控制伺服馬達與射控計算機，使射擊的前置作業時間由5-6分鐘縮短為30秒，可在射擊後的30秒內完成收砲，最大射速達每分鐘30發。為提升輪型迫砲車的作戰效能，軍備局開發了XTC103 81公釐增程彈，使81公釐迫砲的射程由4.8公里延長至6公里。新研製的「無人機火砲前觀系統」則可自行計算目標角度、方向與大地座標，並回傳至迫砲甲車搭載的射控系統，由該系統調整火炮方位與俯仰角，大幅減少觀測手與射手的工作量。
經過數年的研改後，軍備局分別於2017及2019台北航太展中展出更加先進的第二代迫砲甲車。相較於2015年公開的構型，第二代迫砲甲車採用了車內空間更寬敞的第二代雲豹甲車車體，使車內可以設置砲手休息座椅與備彈儲放區，迫擊砲的砲座也能貼合車體以降低後座力對車體的影響。新型迫砲甲車的頂艙蓋也由上翻開啟改為向兩側滑開的設計，不僅可以減少液壓裝置占用的空間，迫擊砲的射角也較不會受到艙蓋的阻擋。該型迫砲甲車於2019年12月完成了128項戰術測評項目，原規劃於2021年開始量產250輛，然此型迫砲甲車因不具備砲塔式120公厘迫擊砲而未受陸軍青睞。陸軍也於同年正式提出了新式120公厘迫砲車的需求，要求軍備局202廠於民國112至118年（西元2023至2029年）間開發射速超過每分鐘六發的後膛裝填式120公厘迫砲砲塔。軍備局隨後於2022年11月邀請五位波蘭軍備集團旗下CENZIN公司人員參觀202廠，評估引進M120 Rak後膛自動裝填迫砲系統技術的可能性。

## 子型號

### 原型車
中華民國陸軍兵工整備發展中心曾於2004年製造P0、P1、P2三輛樣車。P0為概念驗證雛型車；P1負責進行武器系統與車體的研發測試評估（DT&E），曾被用於測試105公厘戰車砲塔與核生化偵檢系統；P2則被用於作戰測試評估（IOT&E）。

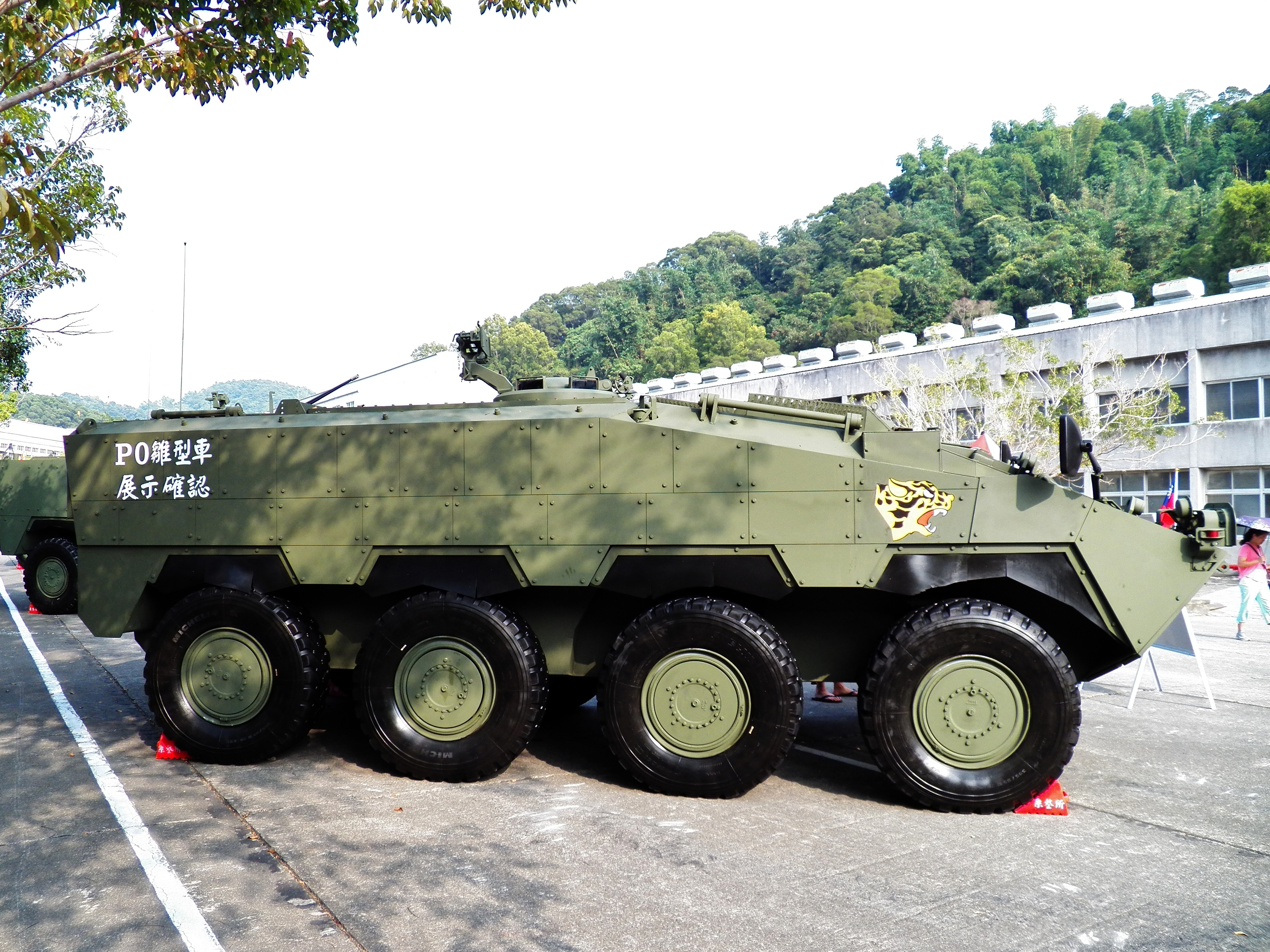
P0雛型車
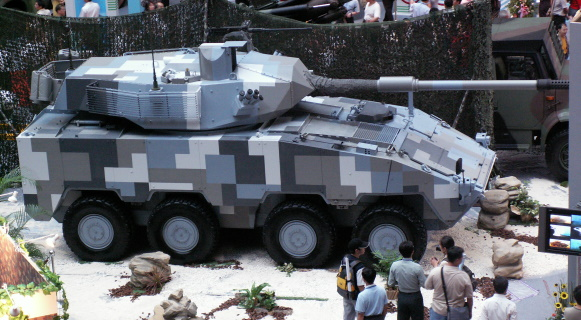
P1 105毫米戰車炮測試車
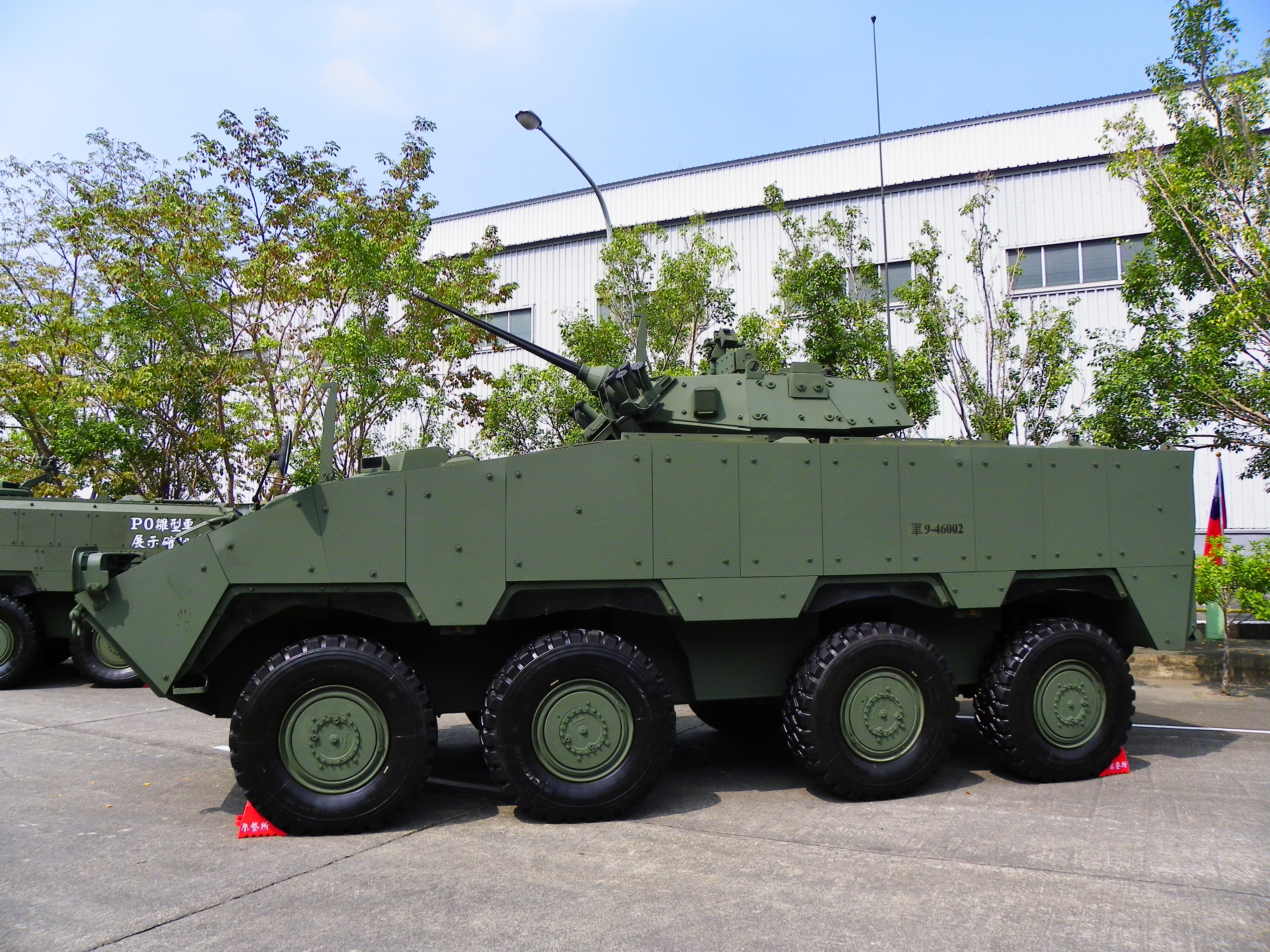
P2 M242鏈砲樣車
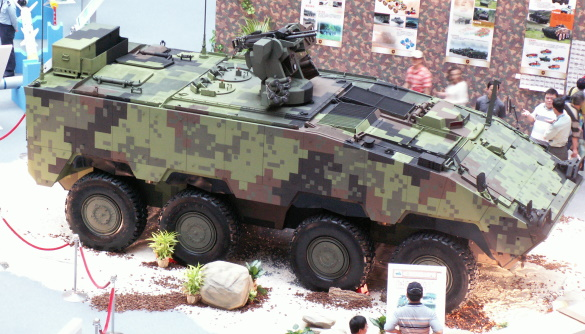
數位迷彩塗裝的CM-32原型車

### CM-32裝步戰鬥車／CM-33裝步指揮車
CM-32 40公釐榴彈機槍裝步戰鬥車為雲豹甲車的基本型號，CM-33 40公釐榴彈機槍指揮車則在CM-32的基礎上加強通訊能力，以負擔指揮任務，兩車皆搭載TS-96遙控武器站作為主要武器。TS-96遙控武器站的重量為1,200公斤，搭載一門T91 40公釐榴彈機槍（備彈48發）與一挺7.62公釐T74排用機槍（備彈400發），另裝有四座66公釐T85四聯裝煙霧彈發射器。TS-96遙控武器站採全電控伺服驅動，且有雙軸穩定機制，使其可在行進間射擊，射控系統則包含雷射測距儀、紅外熱像瞄具及8倍光學瞄具，射手可透過全中文操作介面的電腦操作遙控武器站，並由電腦解算彈道參數。
CM-32與CM-33於2006年以「迅馳專案」為代號量產368輛，全部車輛皆已交付所屬單位。
| 解繳年度 | 2011年 | 2012年 | 2013年 | 2014年 | 2015年 | 2016年 | 2017年 | 總計  |
| 數量     | 25輛   | 40輛   | 71輛   | 69輛   | 48輛   | 71輛   | 44輛   | 368輛 |

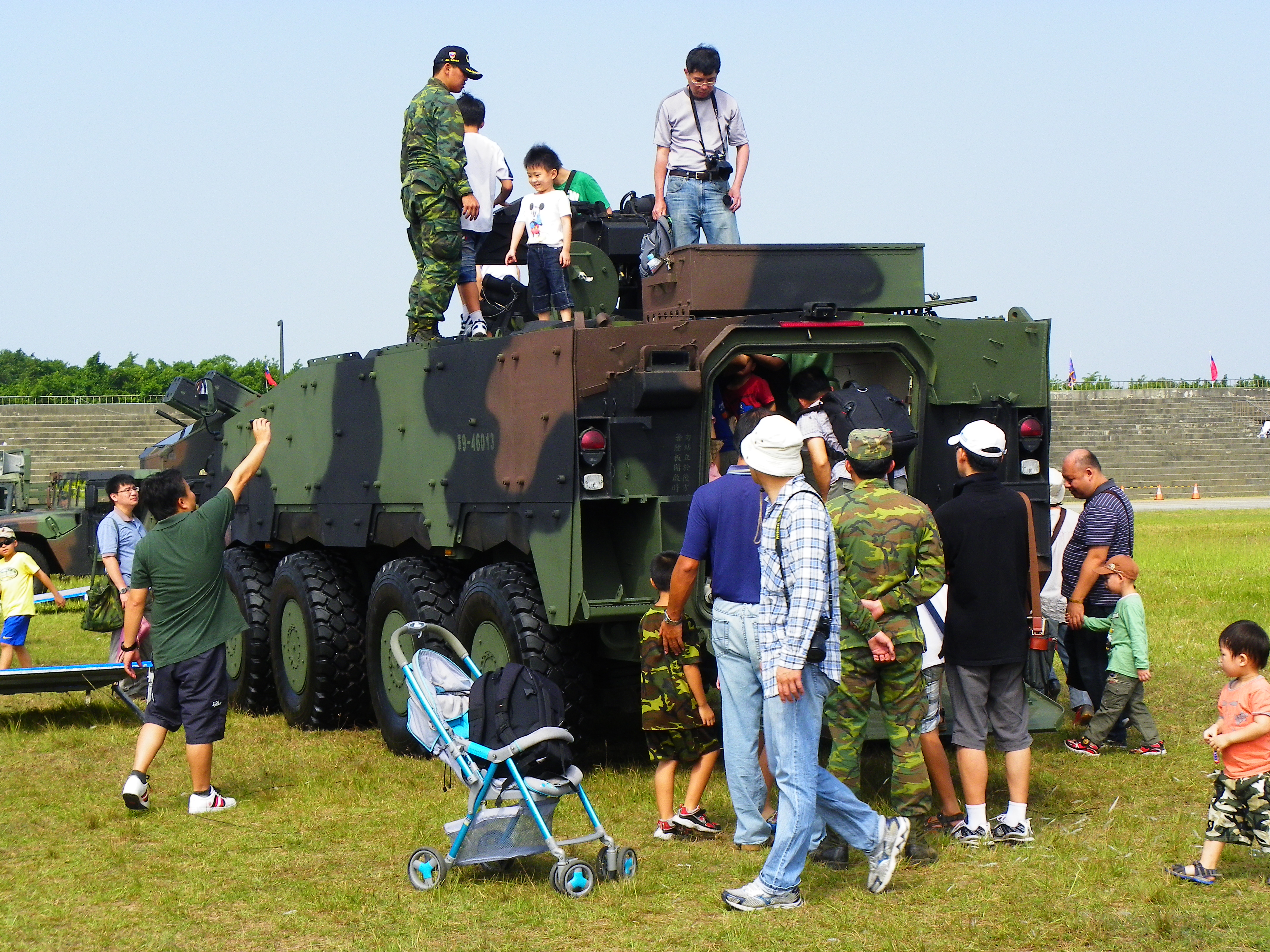
採用三色迷彩塗裝的CM-32
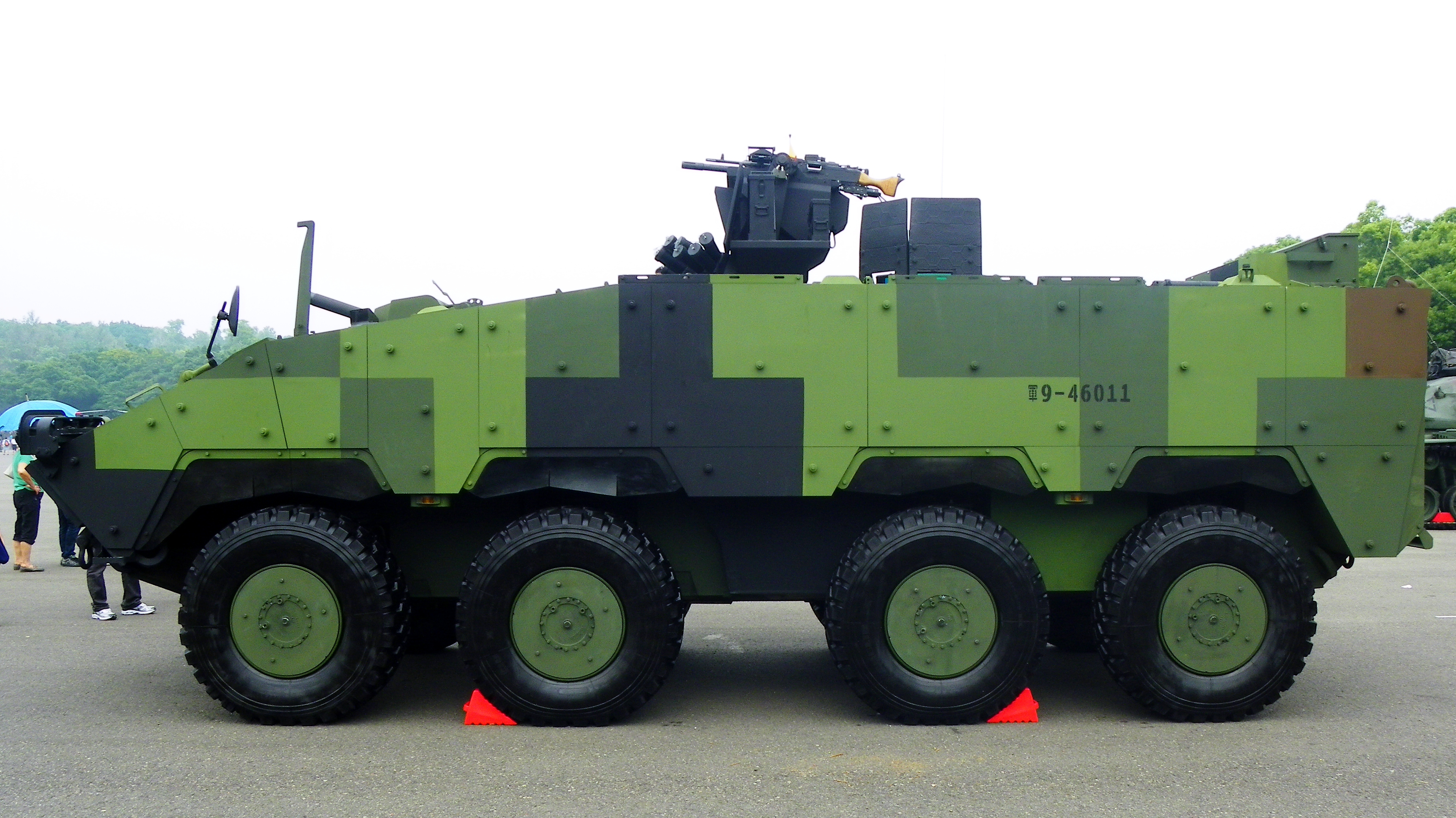
CM-32之左側
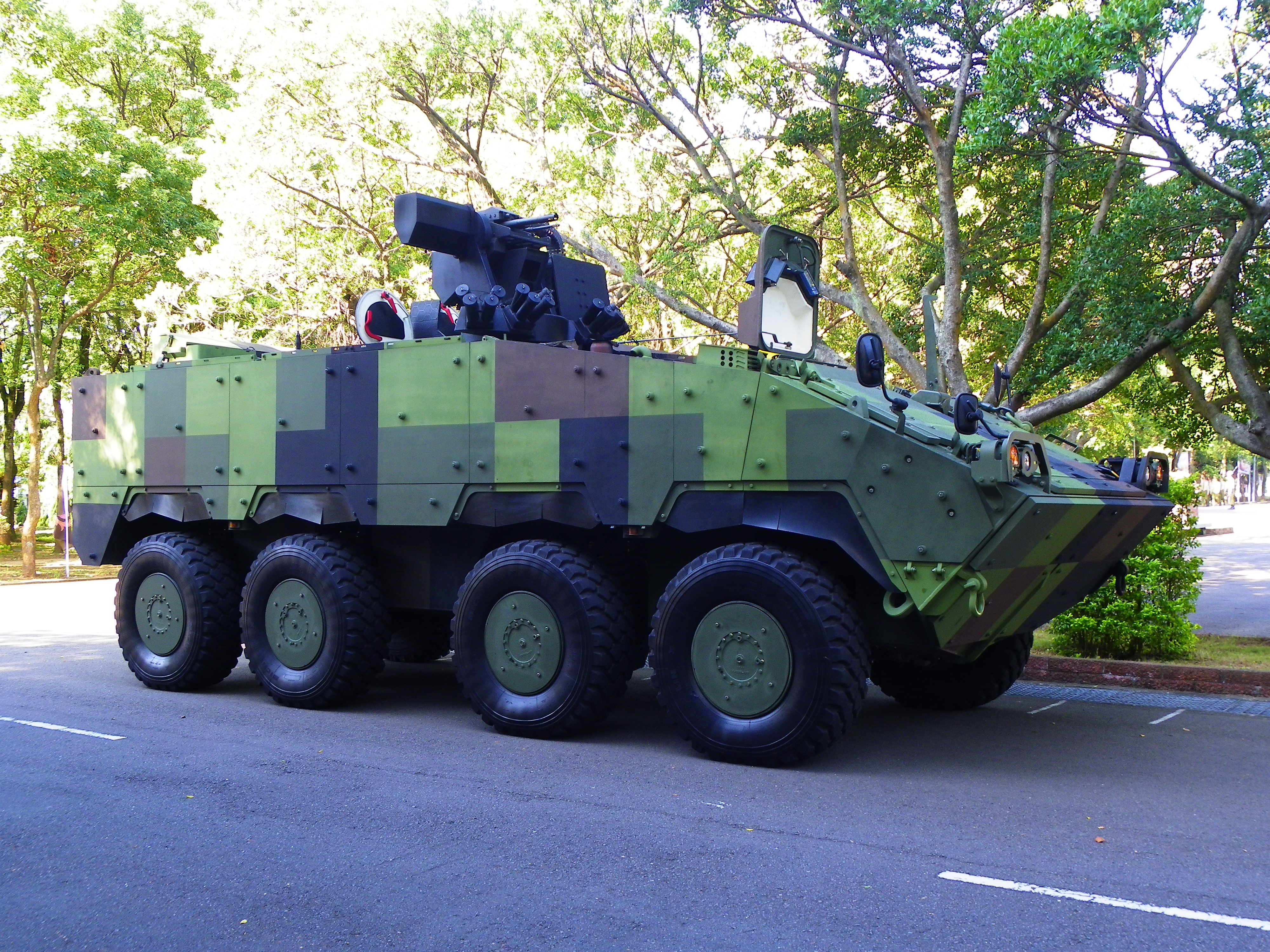
CM-32之右側
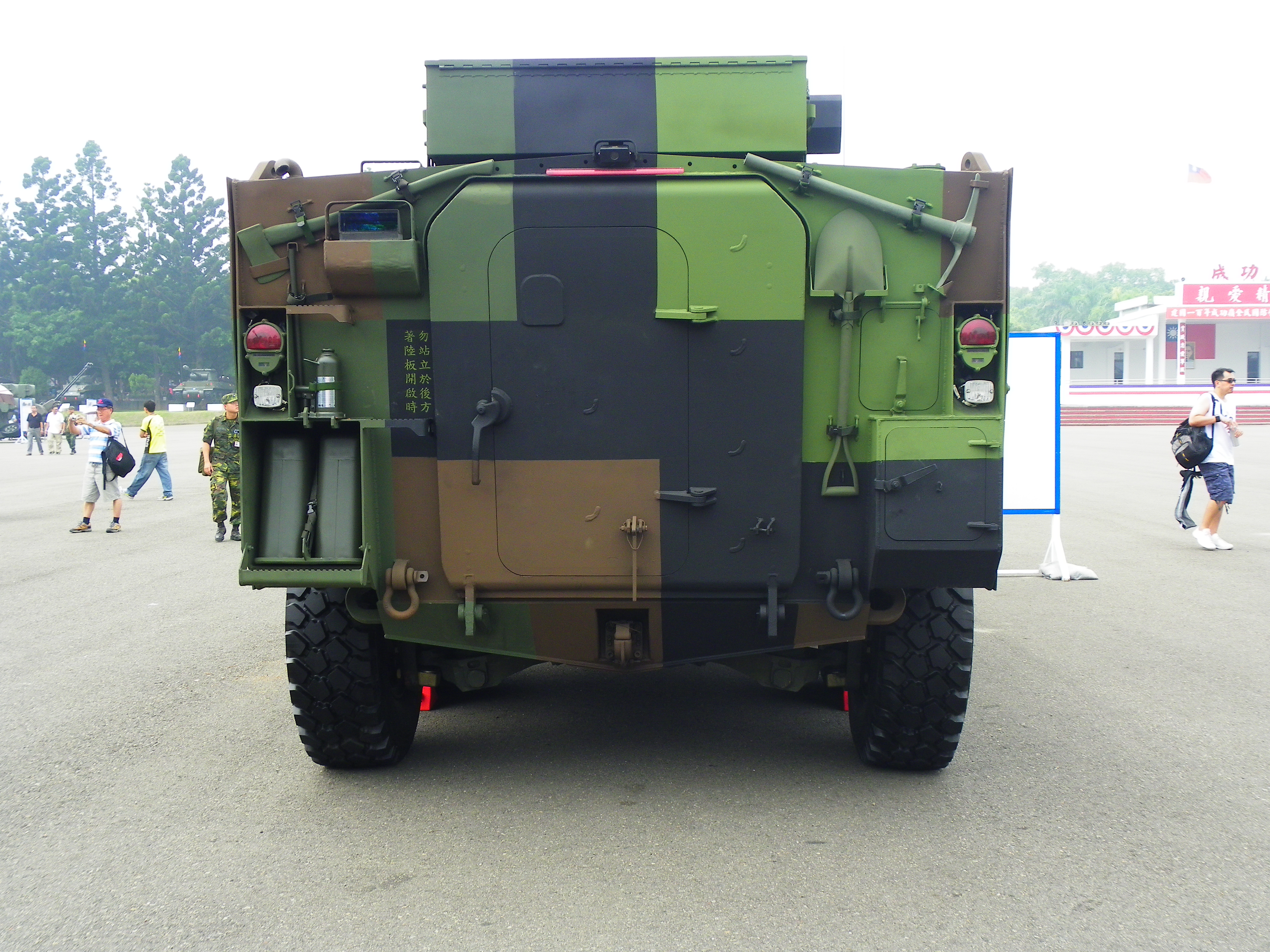
CM-32尾部特寫
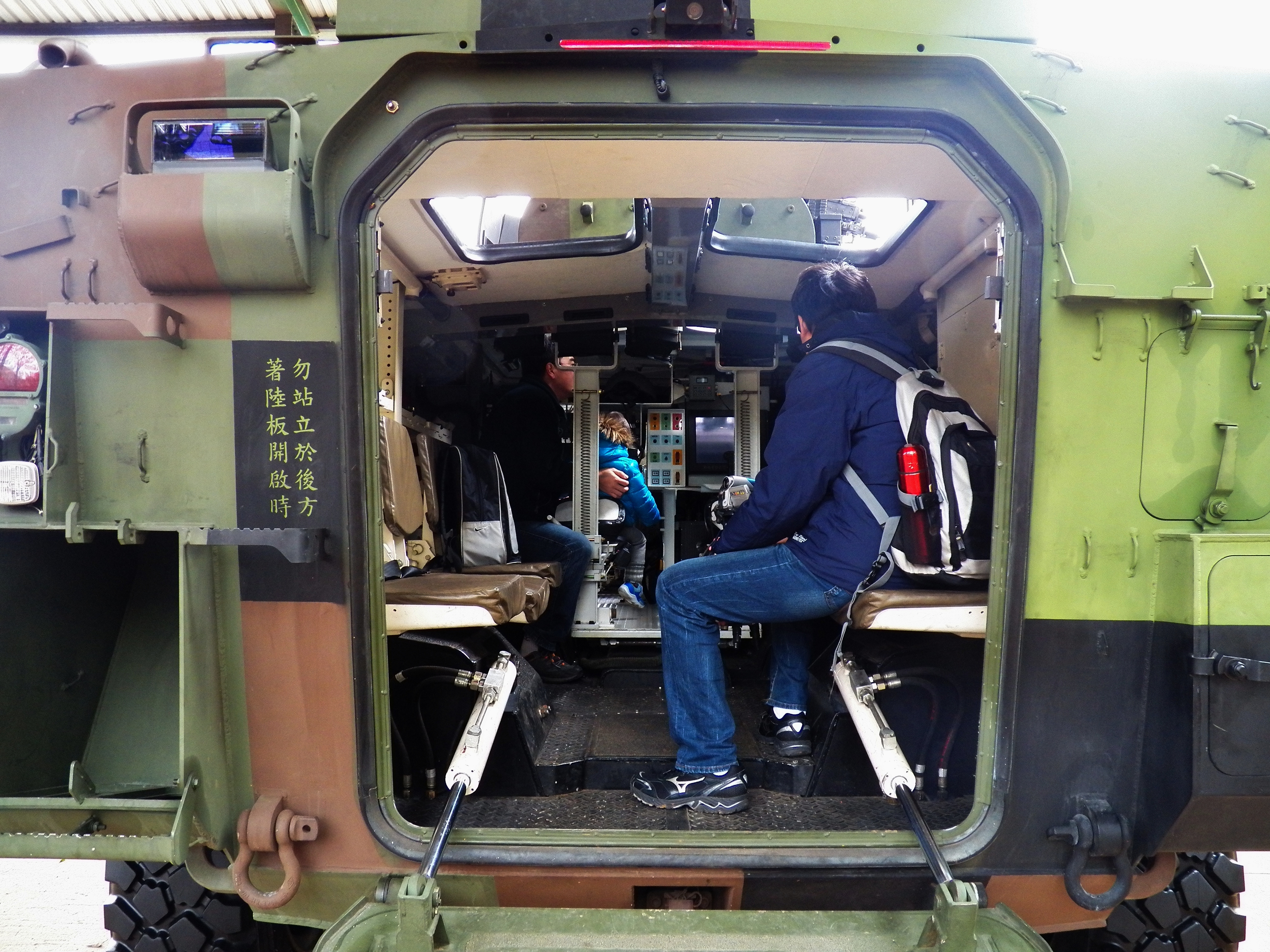
CM-32之乘員艙
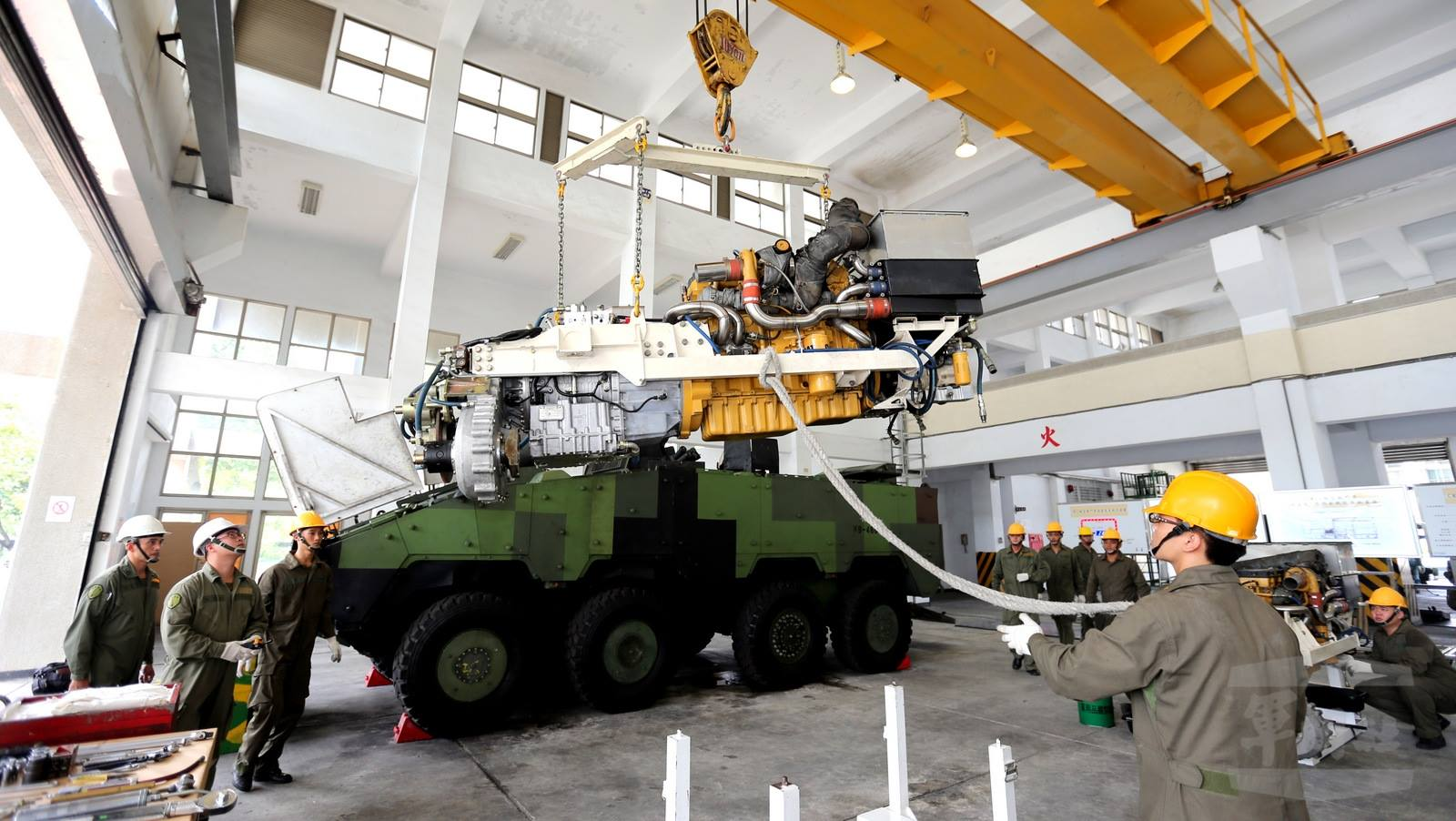
CM-32之動力系統
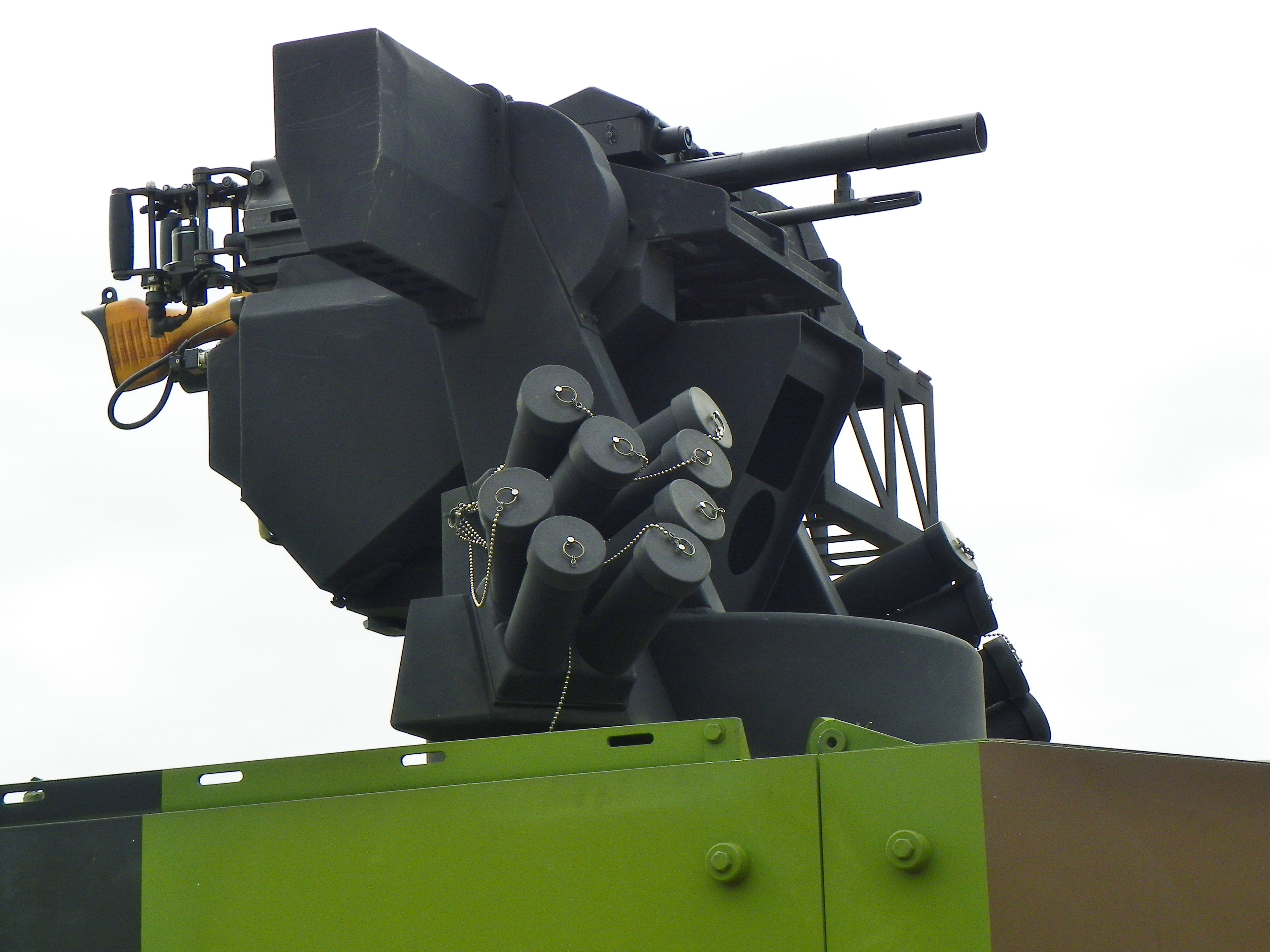
TS-96遙控武器站
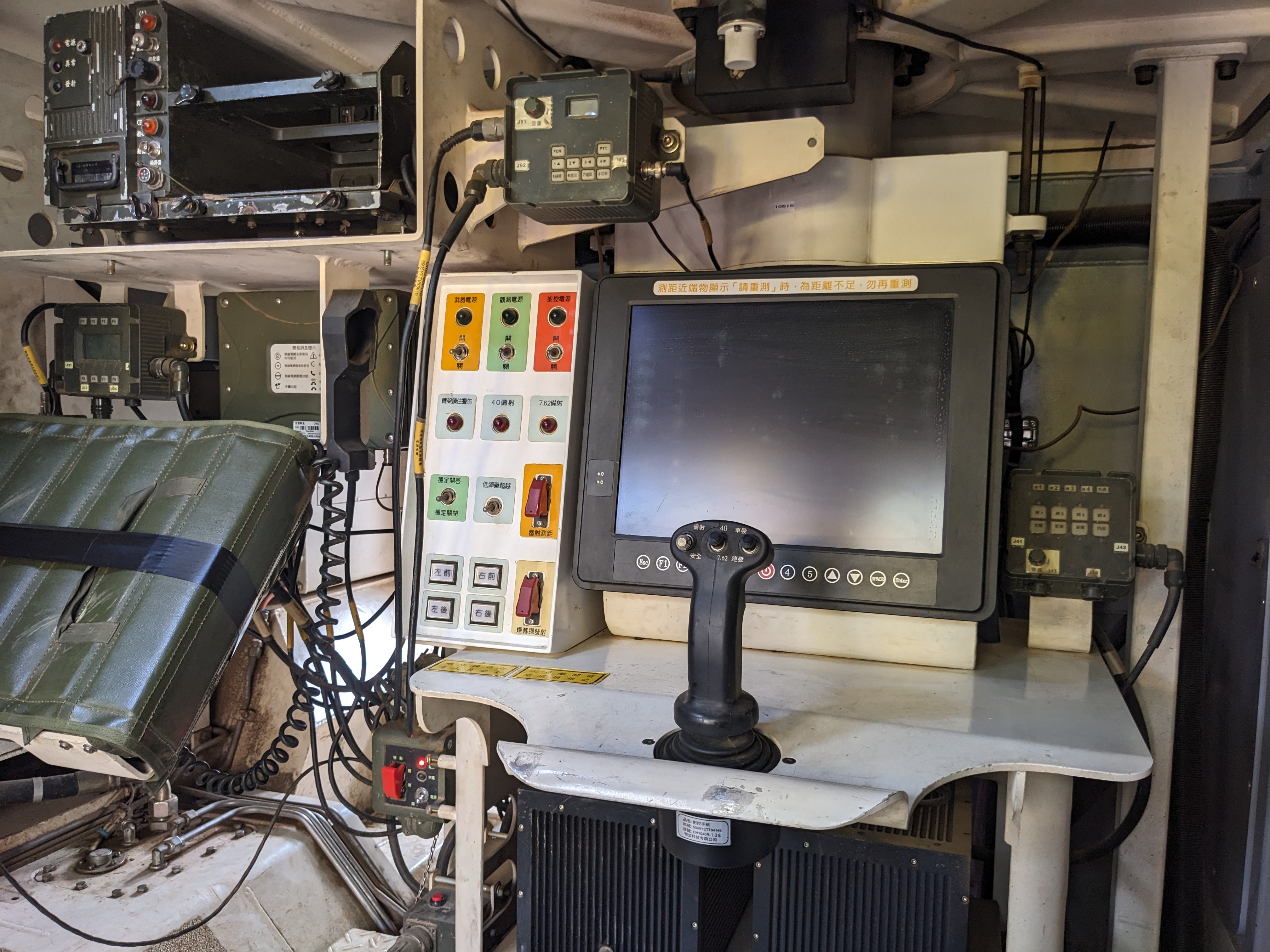
CM-32之射手席

### CM-34 30公釐機砲裝步戰鬥車
CM-34 30公釐機砲裝步戰鬥車採用第一代雲豹甲車的車體，搭載中山科學研究院開發的雙人砲塔及一門30公釐Mk 44巨蝮二式鏈炮。該門鏈炮的備射彈共有420發，穿甲彈及高爆彈各半；選用穿甲彈時可在2,000公尺外貫穿100至110公厘的均質裝甲。車上另搭載一挺7.62公厘T74V同軸機槍、一挺7.62公厘T74車長機槍及兩具6聯裝煙幕彈發射器。除30公釐鏈炮與進彈系統外，全車的武裝皆自行生產，使自製率達到88%。
根據中華民國國防部於2019年公布的資料，每輛CM-34 30公釐機砲裝步戰鬥車的價格為新台幣1億381萬6,000元，總產量為305輛。
| 解繳年度 | 2019年 | 2020年 | 2021年 | 2022年 | 2023年 | 總計  |
| 陸軍     | 26輛   | 54輛   | 54輛   | 72輛   | 72輛   | 278輛 |
| 憲兵     | 6輛    | 0輛    | 21輛   | 0輛    | 0輛    | 27輛  |

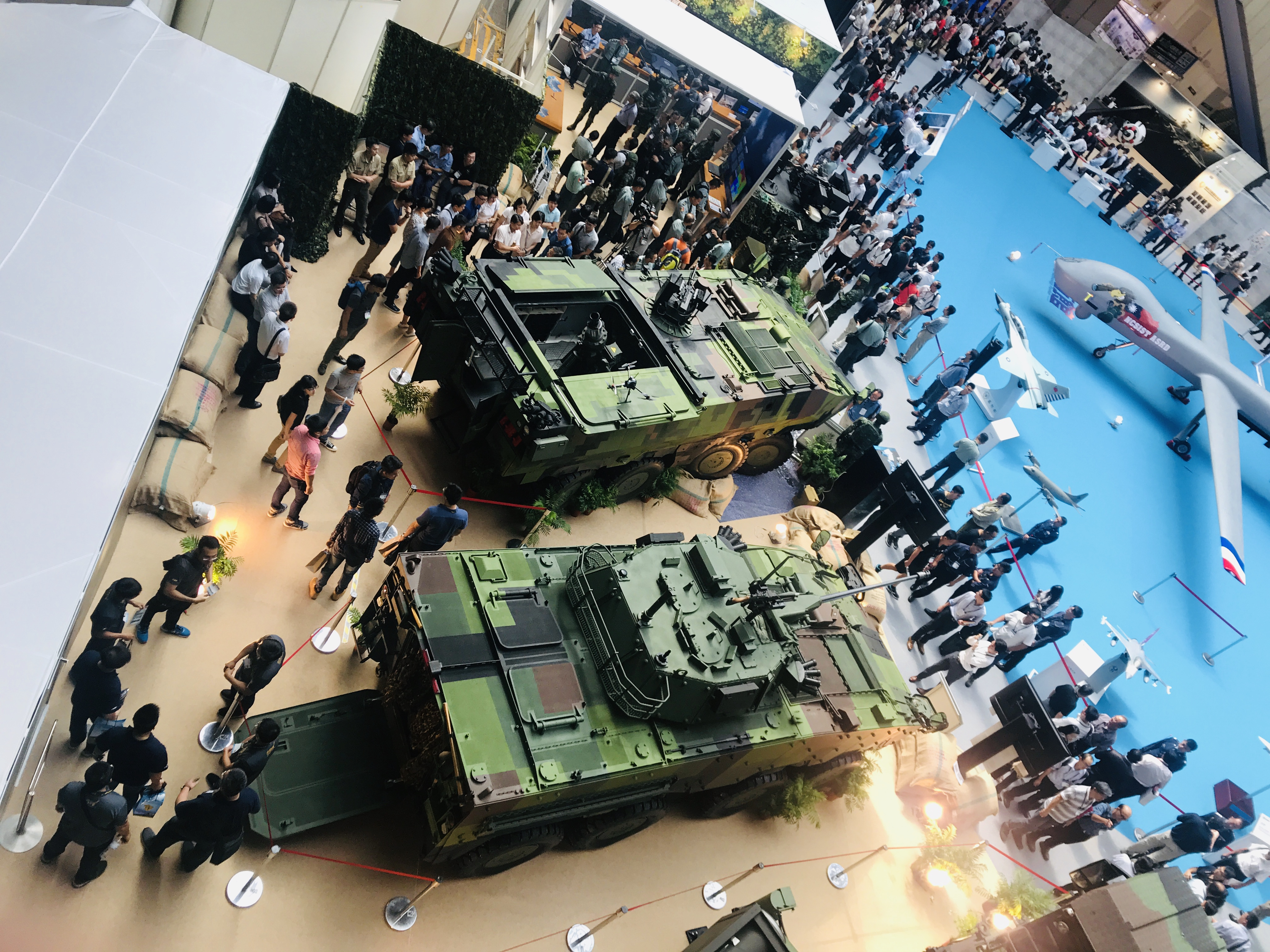
CM-34（下）的砲塔頂部
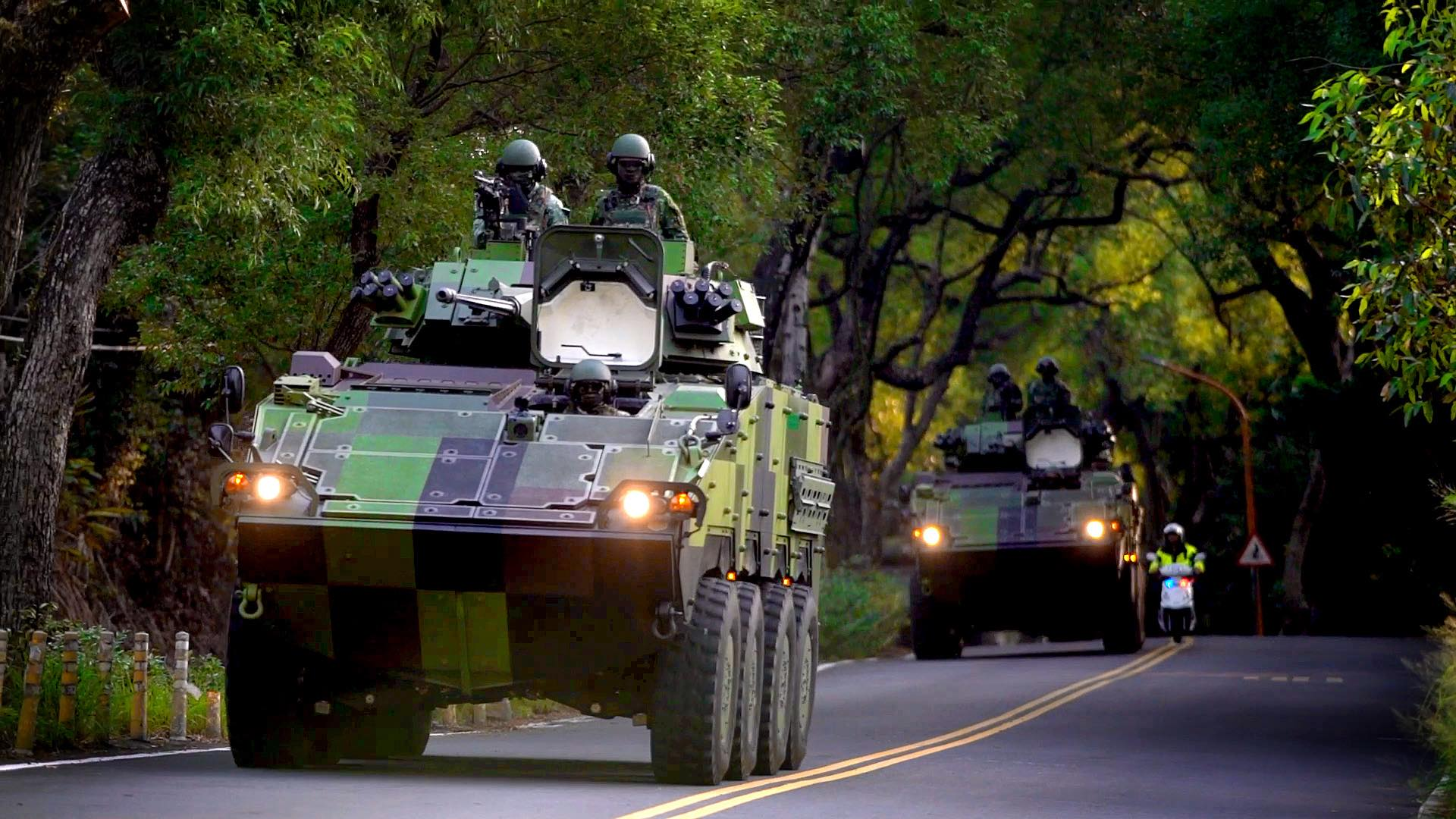
兩輛裝甲五八六旅的CM-34
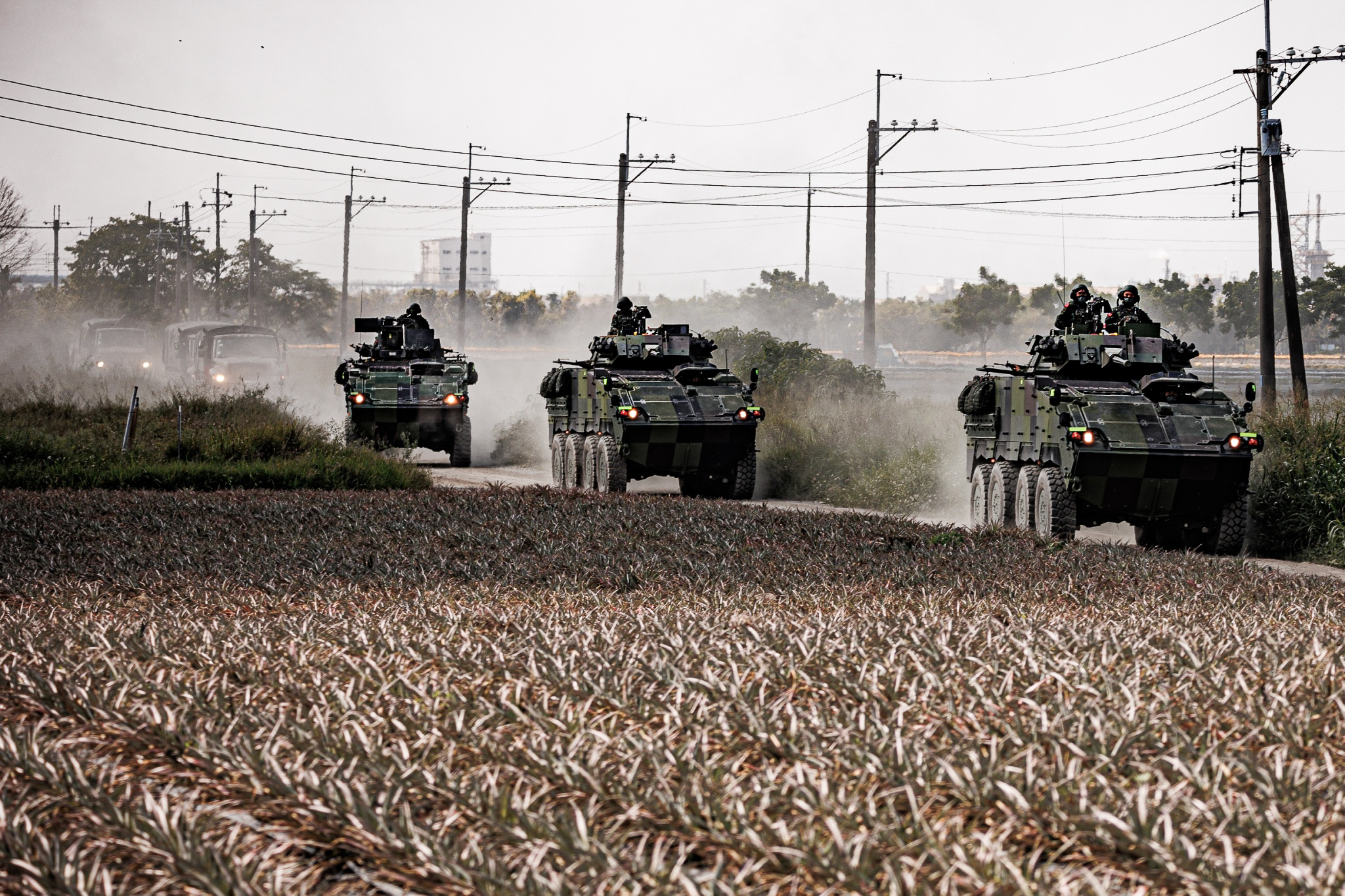
三輛機步三三三旅的CM-34

### 105公釐輪型戰車（獵豹專案）
105公釐輪型戰車預計採用第二代雲豹裝甲車的車體，並搭載一門105公釐T112戰車砲、一挺7.62公釐T74V同軸機槍與裝備一挺12.7公釐白朗寧M2重機槍的遙控武器系統，此案名為「獵豹專案」。
根據中華民國國防部於2022年3月向立法院提交的報告，本型車預計生產數為282輛。
2025年，根據中華民國國防部，最新公佈的軍品管制清單指出，D3構型預計2028年開始量產，預計生產數為500輛。

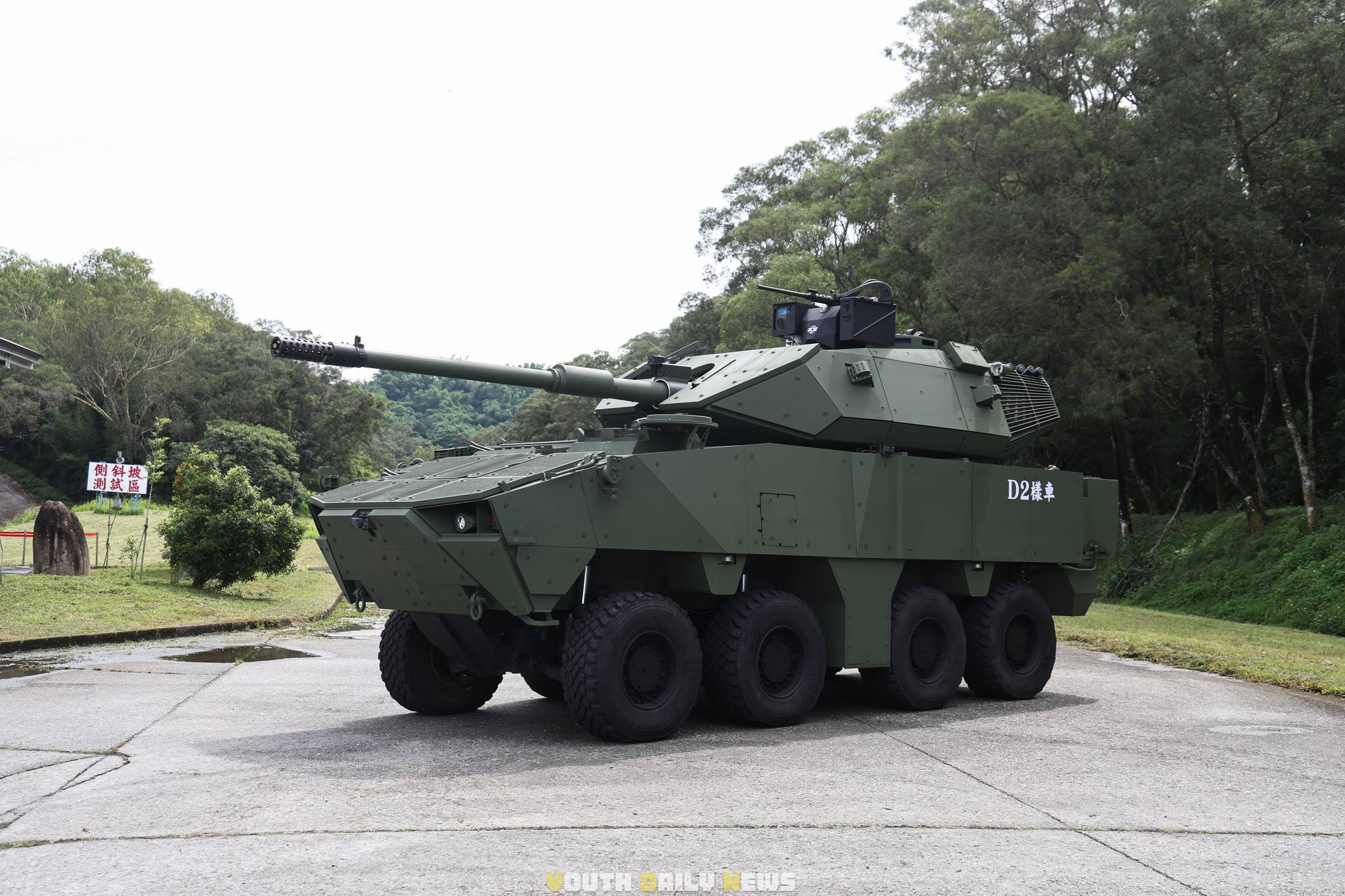
105公釐輪型戰車D2樣車
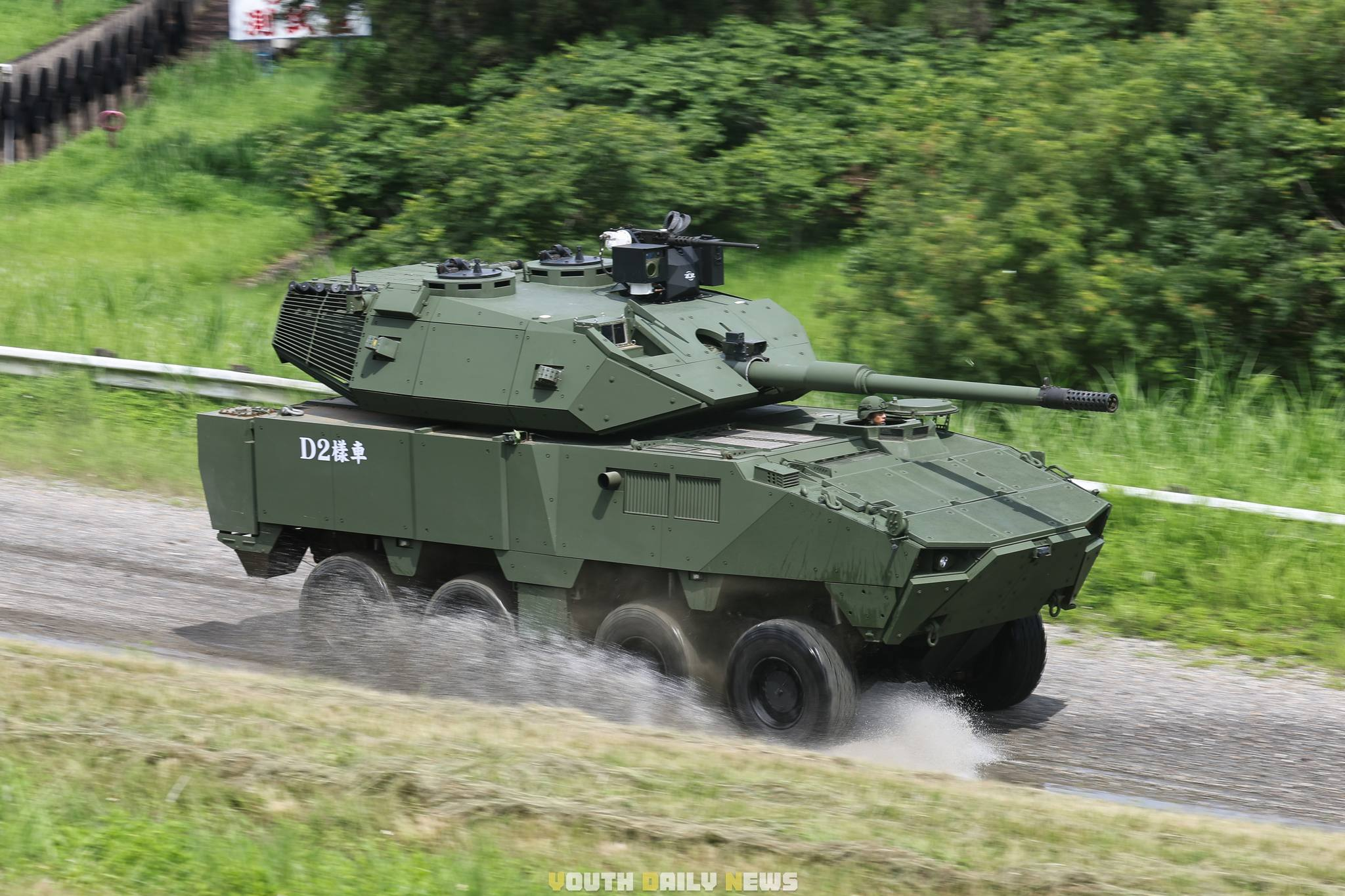
涉水中的D2樣車
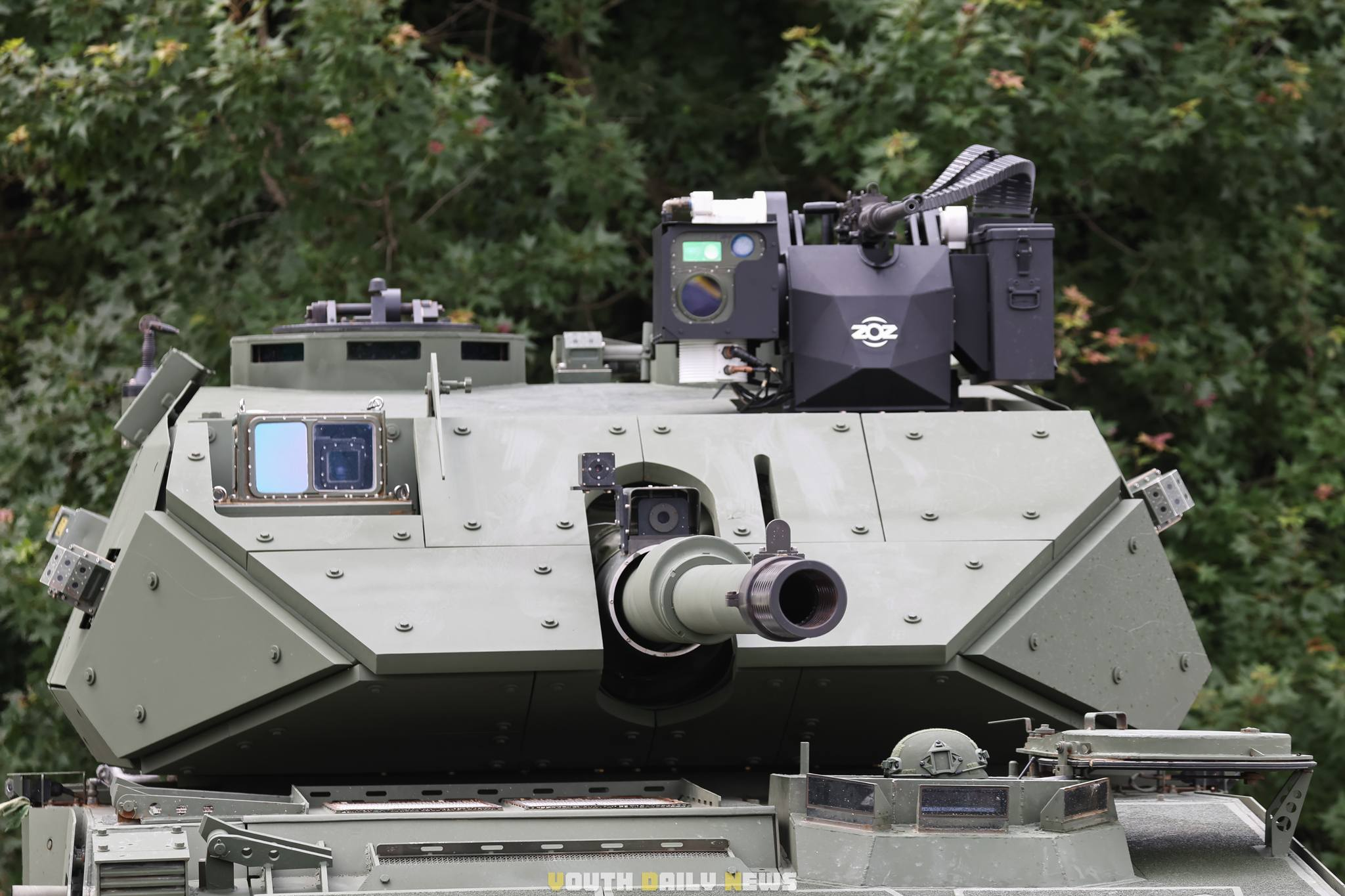
D2樣車的砲塔

### 八輪迫砲甲車
八輪迫砲甲車預計採用第二代雲豹裝甲車的車體，並搭載81公釐／120公釐自動化迫擊砲、彈道解算系統及自動化觀瞄設備，以減低人力負荷並提升命中率。

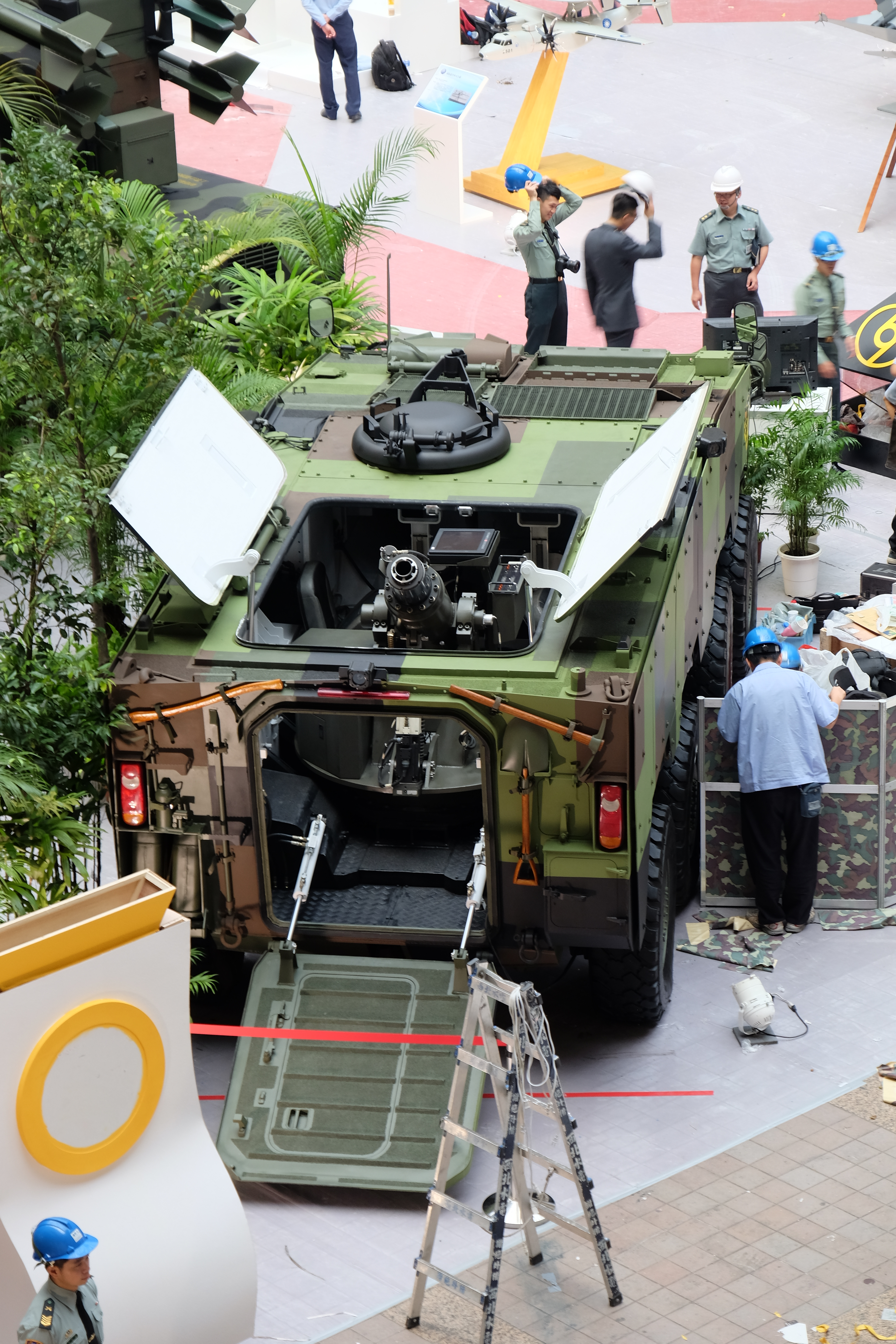
搭載81公釐迫擊砲系統的CM-32
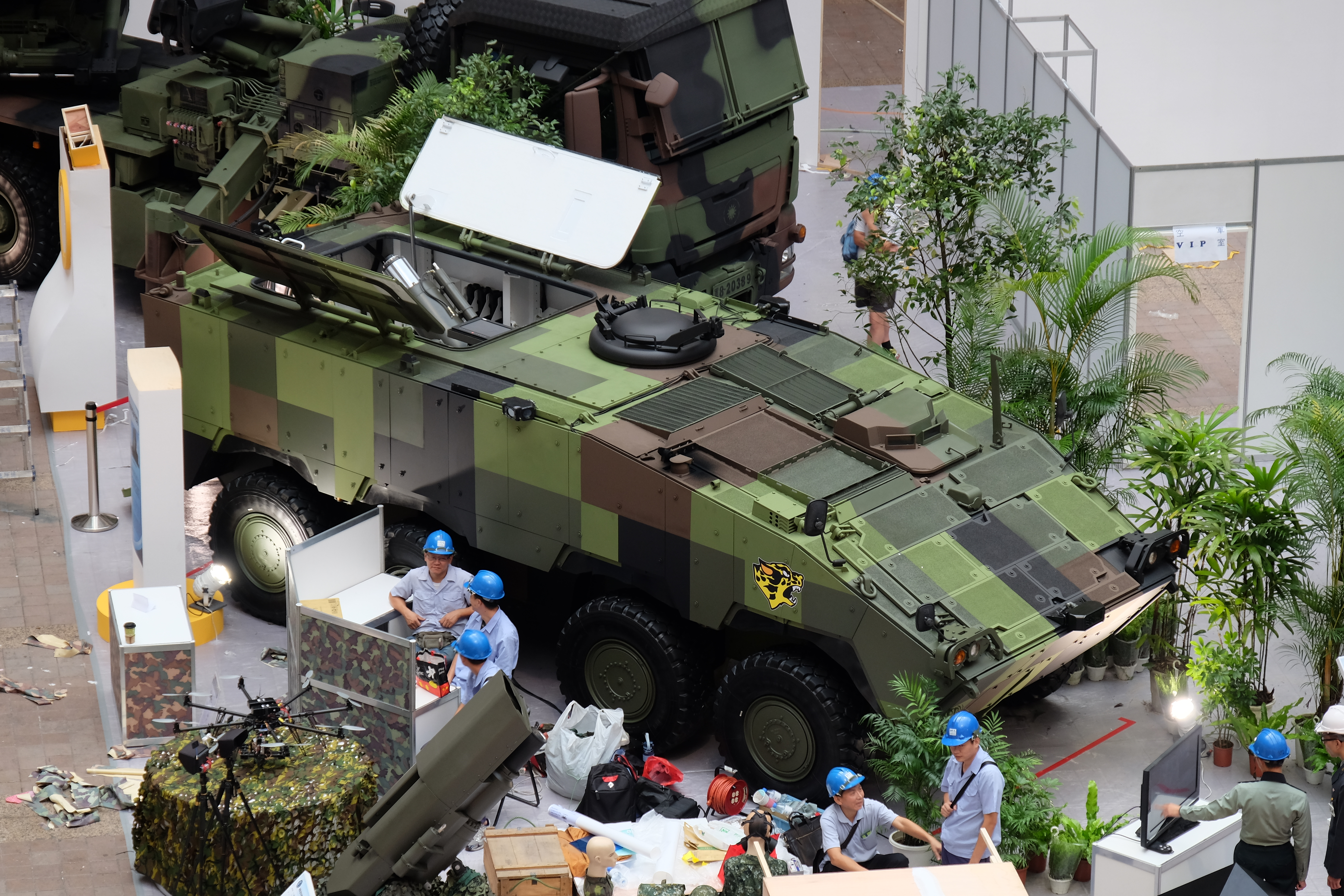
迫砲甲車與無人機火砲前觀系統
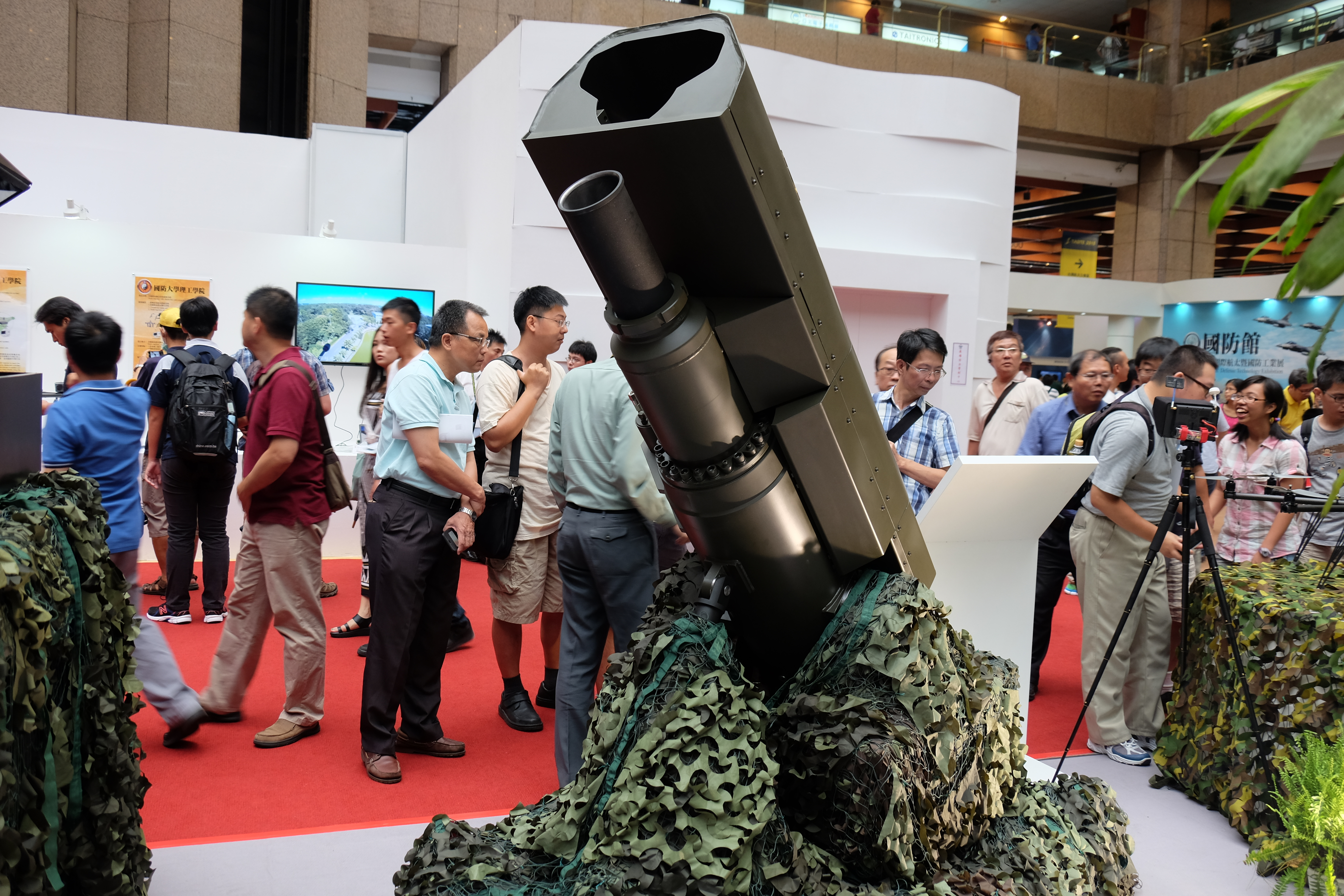
120公釐半自動車載迫擊砲
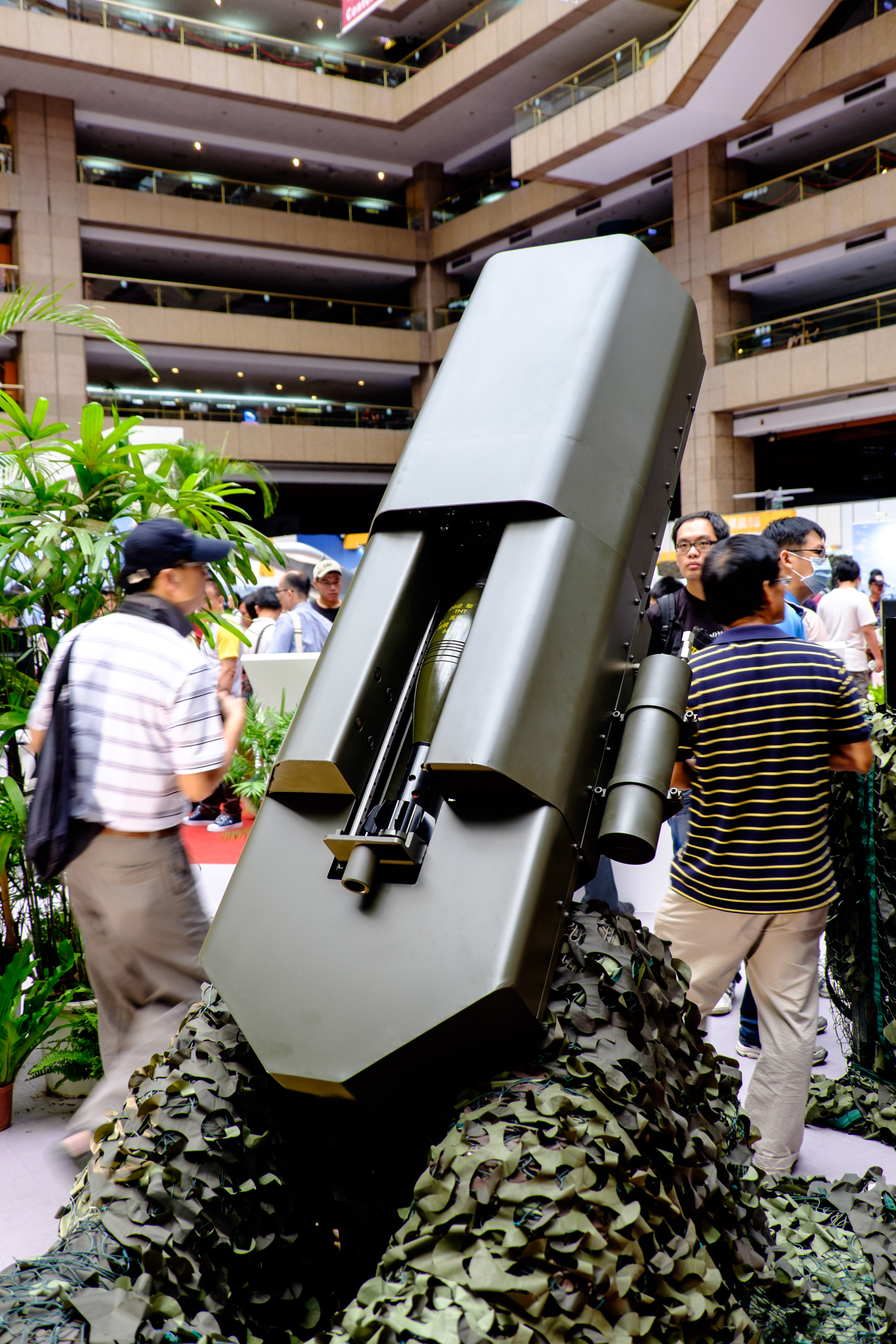
120公釐迫擊砲彈的舉升機構
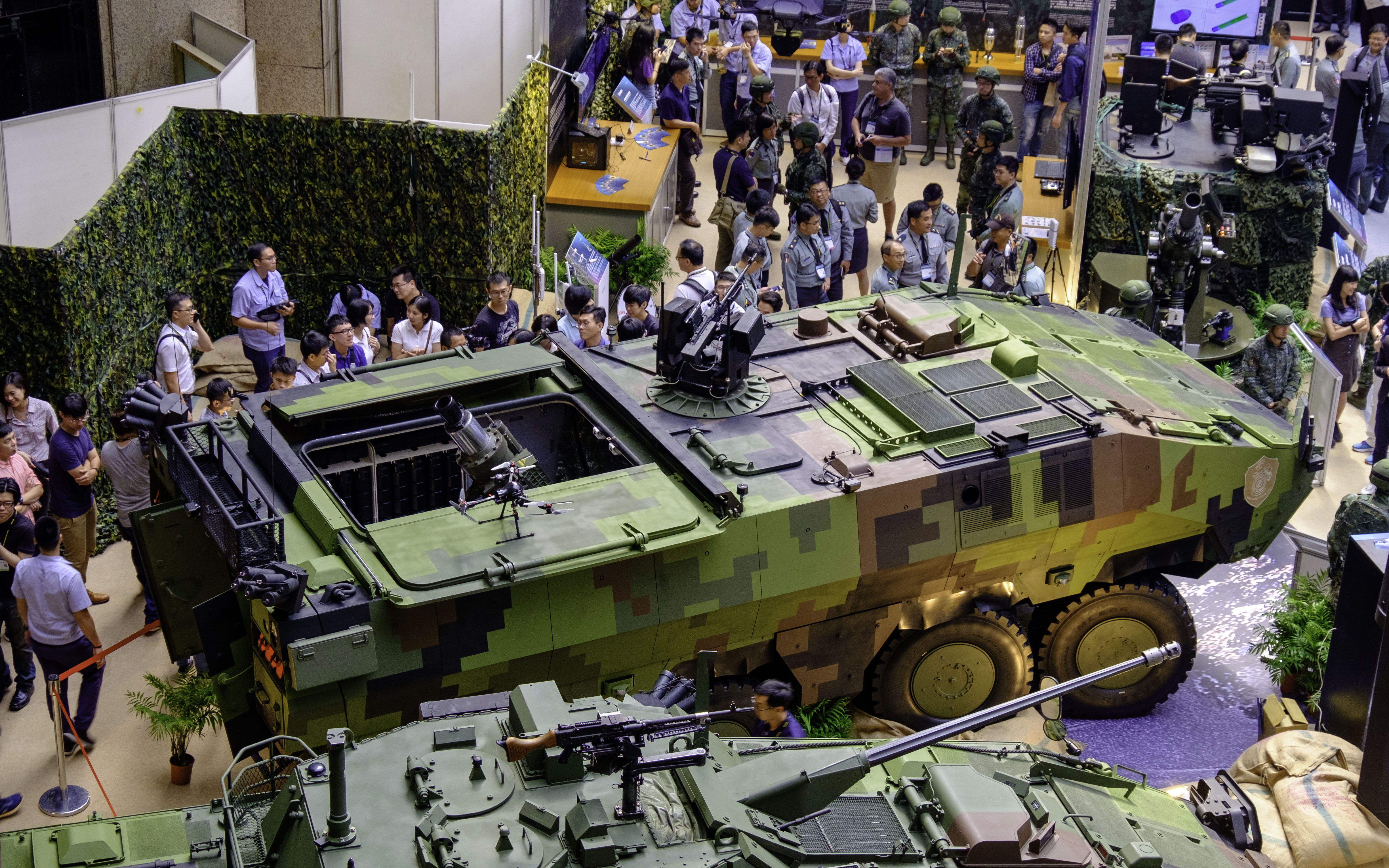
採用二代車體的迫砲甲車
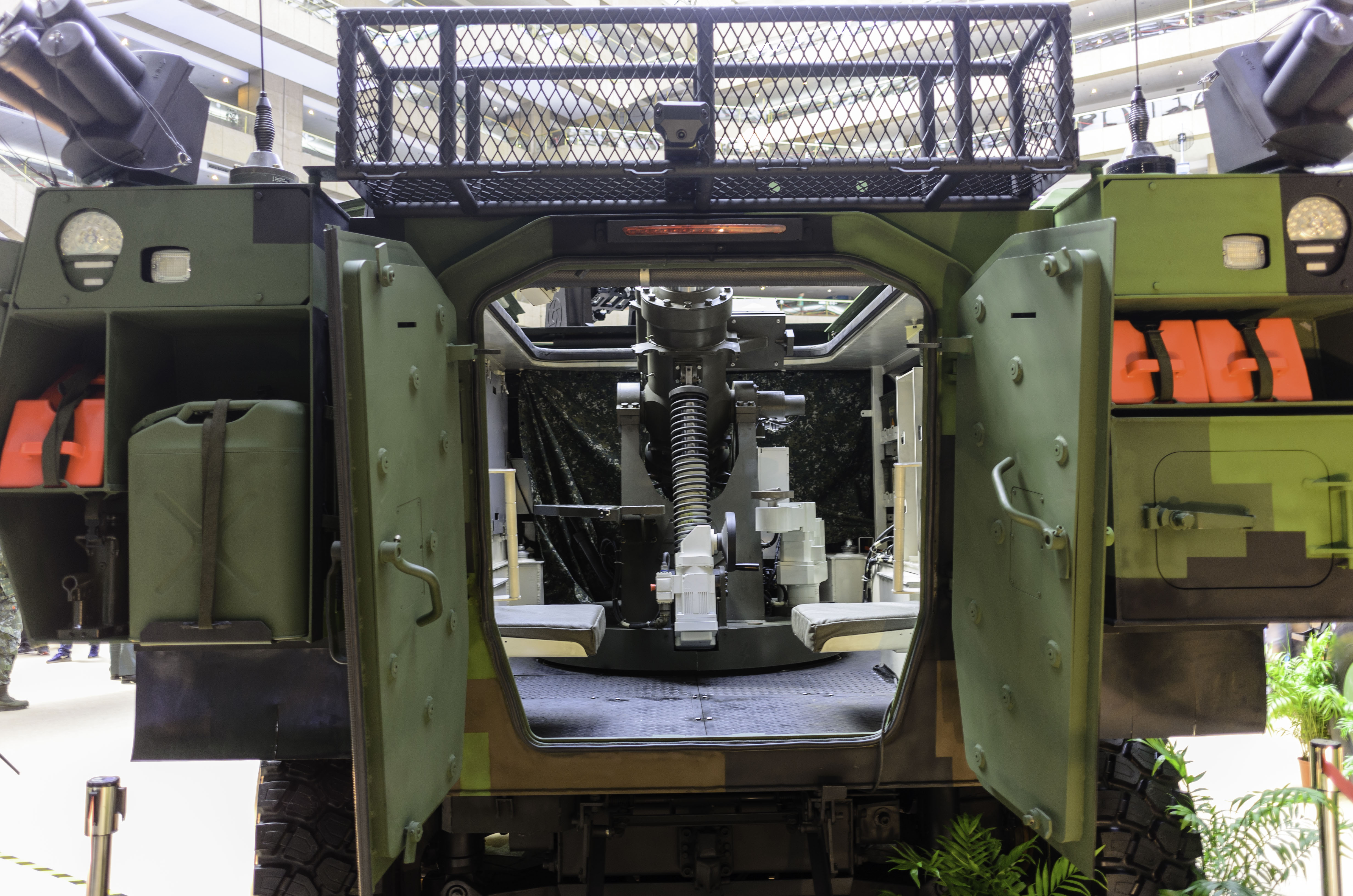
二代迫砲甲車的成員艙

### 其他
2019年10月16日，時任軍備局局長房茂宏於立法院外交及國防委員會詢答時表示將開發三軍通用醫療車、工程救濟車、通訊指揮車等車型以滿足作戰需求。

## 各國八輪裝甲車比較
| 名稱                | 生產國         | 車體 | 全長    | 全寬    | 全高    | 重量                                  | 最高速度                        | 乘員數                 | 武装 |
| ------------------- | -------------- | ---- | ------- | ------- | ------- | ------------------------------------- | ------------------------------- | ---------------------- | --- |
| CM-32/ 33雲豹裝甲車 | 中華民國       |      | 7 m     | 2.7 m   | 2.3 m   | 22 噸                                 | 105 km/h                        | 車員3 人 步兵 6-7人    | T112 105毫米滑膛炮 12.7毫米遙控機槍塔 T74V 7.62毫米同軸機槍 或Mk 44 30毫米機炮 T74 7.62毫米排用機槍×2 或TS-96遙控武器站： (T91 40毫米自動榴彈發射器 T74V 7.62毫米排用機槍) T85 66毫米4聯裝煙霧彈發射器×4 |
| ZBL-08步兵戰車      | 中华人民共和国 |      | 8 m     | 3 m     | 2.1 m   | 21 噸                                 | 100 km/h                        | 車員3 人 歩兵 7人      | 105毫米滑膛炮 或122毫米榴彈炮 或30毫米ZPT-99機炮 7.62毫米80式同軸機槍 改進型紅箭-73C反戰車飛彈 |
| BTR-90              | 俄羅斯         |      | 7.64 m  | 3.20 m  | 2.98 m  | 20.9 噸                               | 100 km/h（陸上） 9 km/h（水上） | 車員3 人 歩兵 7人      | 巴赫斯-U遙控武器站： (30毫米2A42機炮 或100毫米2A70線膛炮 30毫米AGS-17自動榴彈發射器 12.7毫米Kord重機槍 7.62毫米PKT同軸機槍 或30毫米2A72同軸機炮 AT-5拱肩反戰車飛彈 66毫米3聯裝煙霧彈發射器×2) |
| 迴旋鏢裝甲運兵車    | 俄羅斯         |      | 8.805 m | 3.187 m | 3.185 m | 34 噸                                 | 100 km/h                        | 車員3 人 歩兵 7-8人    | 12.7毫米Kord重機槍 或「迴旋鏢」-BM遙控炮塔： (2A42 30毫米機炮 AT-14守寶妖精反戰車飛彈 7.62毫米PKT同軸機槍) 或AU-220M貝加爾湖遙控武器站： (57毫米BM-57加農炮 7.62毫米PK通用機槍×2) 或125毫米2A45滑膛炮 AT-11狙擊手A/B反戰車飛彈 7.62毫米PK通用機槍×2 或9K333柳樹便攜式防空飛彈 或120毫米2S12 Sani迫擊炮 7.62毫米PK通用機槍                                                               |
| VBCI裝步戰車        | 法國           |      | 7.6 m   | 2.98 m  | 3 m     | 25.6 噸                               | 100 km/h                        | 車員3 人 歩兵 9人      | 25毫米M811機炮 7.62毫米NF1同軸機槍 |
| 拳師裝甲車          | 德国           |      | 7.93 m  | 2.99 m  | 2.37 m  | 24公噸 （標準型） 36.5公噸 （戰鬥型） | 103 km/h                        | 車員3 人 歩兵 8人      | 35毫米歐瑞康35/1000轉輪式機炮 或FLW遙控武器站： (12.7毫米白朗寧M2重機槍 或7.62毫米MG3通用機槍 或20毫米Mk 20 Rh-202機炮 或40毫米HK GMG自動榴彈發射器 66毫米3聯裝煙霧彈發射器×2) |
| LAV-25裝甲車        | 加拿大         |      | 6.39 m  | 2.5 m   | 2.69 m  | 12.8 噸                               | 100 km/h                        | 車員3 人 步兵 4人      | 25毫米M242機炮 或BGM-71拖式飛彈×16 或81毫米M252迫擊炮 7.62毫米M240通用機槍×1/×2 或25毫米GAU-12平衡者機炮 FIM-92刺針便攜式防空飛彈×16 66毫米M6 4聯裝煙霧彈發射器×2 |
| 史崔克裝甲車        | 美国           |      | 6.95 m  | 2.72 m  | 2.64 m  | 16.47 噸                              | 100 km/h                        | 車員2 人 歩兵 9人      | 105毫米M68A1E4/A2滑膛炮 或120毫米M121迫擊炮 或81毫米M252迫擊炮 或防禦者M151遙控武器站： (12.7毫米白朗寧M2重機槍 或7.62毫米M240通用機槍 或40毫米Mk 19自動榴彈發射器 66毫米M6 4聯裝煙霧彈發射器×4) 或BGM-71拖式飛彈 12.7毫米M2重機槍 7.62毫米M240通用機槍 或60毫米M224迫擊炮 或81毫米M252迫擊炮 或30毫米Mk 44巨蝮二式鏈炮 M240C7.62毫米同軸機槍                                           |
| 半人馬裝甲車        | 義大利         |      | 7.85 m  | 2.94 m  | 2.94 m  | 25 噸                                 | 110 km/h                        | 車員4 人 歩兵 8人      | 105毫米52倍徑線膛炮 或120毫米45倍徑滑膛炮 或KBA 25毫米機炮 拉斐爾長釘反戰車飛彈 MG3通用機槍×2 80毫米4聯裝煙霧彈發射器×2 |
| AMV裝甲車           | 芬兰           |      | 7.7 m   | 2.8 m   | 2.3 m   | 16-26 噸                              | 100 km/h                        | 車員2-3 人 歩兵 8-12人 | M68A1 105毫米滑膛炮 或AMOS 120毫米迫擊炮 或防禦者M151遙控武器站： (白朗寧M2 12.7毫米重機槍 或HK GMG 40毫米自動榴彈發射器 M6 66毫米4聯裝煙霧彈發射器×4) |
| KTO狼獾             | 波蘭           |      | 7.7 m   | 2.8 m   | 2.3 m   | 22 噸                                 | 100 km/h                        | 車員3 人 歩兵 8人      | 120毫米M120K Rak後膛裝填式迫擊炮 或拉斐爾長釘-LR反戰車飛彈 或重拳砲塔： （30毫米Mk 44巨蝮二式鏈炮 7.62毫米UKM-2000C同軸機槍 902A ZM Dezamet 81毫米6聯裝煙霧彈發射器） 或ZSSW-30遙控武器系統：（30毫米Mk 44巨蝮二式鏈炮 7.62毫米UKM-2000C同軸機槍 拉斐爾長釘-LR反戰車飛彈×2 GAk-81 81毫米4聯裝煙霧彈發射器×2） 或Hitrole遙控武器站： （12.7毫米WKM-B重機槍 或40毫米Mk 19自動榴彈發射器） |
| 潘德2型裝甲車       | 奥地利         |      | 7.02 m  | 2.67 m  | 1.85 m  | 22 噸                                 | 105 km/h                        | 車員2 人 歩兵 12人     | 105毫米M68A1戰車炮 或81毫米M252迫擊炮 或拉斐爾參孫遙控武器站： (30毫米Mk 44機炮 或12.7毫米白朗寧M2重機槍 拉斐爾長釘-LR反戰車飛彈 各種機槍 66毫米3聯裝煙霧彈發射器×2) |
| 96式裝甲運兵車      | 日本           |      | 6.84 m  | 2.48 m  | 1.85 m  | 14.5 噸                               | 100 km/h                        | 車員2 人 歩兵 8人      | 白朗寧M2 12.7毫米重機槍 或豐和96式40毫米自動榴彈發射器 |
| 泰瑞克斯裝甲車      | 新加坡         |      | 7 m     | 2.7 m   | 2.1 m   | 25 噸                                 | 110 km/h                        | 車員2 人 歩兵 12人     | RWS遙控武器平台： (40mmCIS 40 AGL自動榴彈發射器 7.62mmM240C同軸機槍 66mmCIS SGL 3聯裝煙霧彈發射器×2) |
| BTR-3               | 乌克兰         |      | 7.65 m  | 2.9 m   | 2.9 m   | 16.4噸                                | 85 km/h                         | 車員3 人 歩兵 6人      | 暴风遥控武器系统： (30mmZTM-1機炮 30mmKBA-117自動榴彈發射器 7.62mmKT同軸機槍 R-2障碍反坦克导弹 81mm3聯裝AEK-902雲式煙霧彈發射器×2) |
| BTR-4               | 乌克兰         |      | 7.76 m  | 2.93 m  | 3.20 m  | 19.8噸                                | 110 km/h                        | 車員3 人 歩兵 8人      | 暴风遥控武器系统： (30mmZTM-1機炮 30mmKBA-117自動榴彈發射器 7.62mmKT同軸機槍 R-2障碍反坦克导弹 81mm3聯裝AEK-902雲式煙霧彈發射器×2) |

1. ↑  加上頂部瞄準器

## 爭議

### 專利糾紛
中華民國在研發CM-31六輪甲車時曾受愛爾蘭提摩尼公司的協助，雲豹甲車也是由兩者合作研發。在此合作案中，提摩尼公司會向軍備局提供原型車所需要的料件與技術支援，負責量產的廠商則要向提摩尼公司支付權利金。然而，以低價搶標量產案的中興電工在得標後買通兩名掌握相關技術的工研院工程師，使該公司在不向提摩尼公司支付權利金的狀況下即可獲得量產所需的關鍵技術。為此，愛爾蘭提摩尼公司對國防部、工研院、中興電工等單位展開法律行動，工研院也對兩名叛逃工程師提起訴訟。

### 遙控武器系統問題
雲豹甲車的遙控武器系統於2007年前即定案，並於2011年公布量產構型。然而基層單位之前並無類似系統之操作經驗，引進雲豹甲車替代原本V-150裝甲車之後即出現人員銜訓困難，操作不順利之消息。另有報導稱該遙控武器系統的散熱設計不良，容易因過熱當機，需進一步改良。

### 車體施工缺陷
2008年6月4日，時任立法委員林郁方於立法院質詢時指出編號為「軍9-46004」的二號預量產車與編號為「軍9-46008」的六號預量產車出現嚴重的底盤裂痕問題，並指出14輛預量產型雲豹甲車中已經有4輛發生此瑕疵；聯勤同日晚間發公關函證實此裂痕為底盤傳動裝置防護蓋出現裂痕，目前正暫停後續量產計畫進行調查。
中華民國國防部於2010年3月15日表示雲豹的生產缺失已由兵整中心與中國鋼鐵公司解決，雲豹甲車也於2010年11月開始量產。
2024年8月2日, 雲豹裝甲車傳出抗彈鋼板出現裂痕，引發社會疑慮，國防部軍備局2日回應表示陸軍於去年7月發現該情事後即展開全面清查，截至1日為止已完成2輛車身前斜板全新更換，以及48輛著陸板裂紋銲補修復。而合約廠商中機也針對該事件發出說明如下：本次雲豹甲車鋼板裂紋乙事，主要是出現在車體次結構如著陸板，而非主結構，原因不在鋼板材料本身，而是銲道面積不足所造成，經中機公司銲補修復後，皆已完成改善，也從設計上完成根本改善，已符合軍方要求

### 劣質零件採購弊端
雲豹甲車於2010年完成製程改良並恢復量產，相關零件也公告發標。其中首批量產之326套動力底盤系統標案的預算約為新台幣78億元，採最低價標，且得標廠商可取得第二批量產之參標資格。由於第二批量產案採購334套動力底盤系統的預算超過新台幣80億元，億嶸科技負責人張光明、啟福工業負責人許清順與崴軒光電董事楊騏彰欲合作搶標，三人在未通過投標資格審查後找上中興電工合作投標，並於2012年以新台幣48.8億元的報價得標。
中興電工於2013年起陸續向兵整中心交付承包零件，兵整中心也用此批零件組裝二百餘輛雲豹甲車，並交付軍方。然而軍方在驗收時發現量產型雲豹甲車的動力底盤容易過熱及漏油，插銷與煞車卡鉗也經常斷裂，平均每兩天就要送修一輛雲豹甲車。與此同時，法務部調查局接到檢舉指控中興電工在出貨時以劣質零件混充良品，且在得標後要求軍方在未經過戰術測評的狀況下更改動力包件的藍圖及規格，而軍方十分罕見地配合。經調查，億嶸科技負責人張光明於2012至2015年間以「介紹焊工費」的名義向兵整中心技術員李迪光付出新台幣117萬餘元的賄款，使該公司的劣質零件得以過關。檢調單位也於2015年6月11日將中興電工董事長江義福等57人帶回偵訊，後共起訴33人與9家廠商。
2016年6月21日，台中地方法院判決進行假交易的中興電工業務經理楊瑞成、葉月桃等16人違反《商業會計法》、業務登載不實等罪，分別判處4至6個月不等徒刑及8萬至15萬元不等罰金，均緩刑3年；行賄的張光明被判處有期徒刑2年2月，併科罰金30萬元；受賄的李迪光依收賄罪被判處有期徒刑7年8月，併科罰金70萬元並褫奪公權6年，再依圖利罪被判處有期徒刑6年，併科罰金30萬元並褫奪公權5年。中興電工則在2016年底遭國防部停權1年，不得參與國防部採購案競標。
2018年3月，軍備局重新以新台幣45.7億元的預算進行280套動力底盤系統的招標。與首次招標不同，此次招標採取最有利標，避免廠商以低價搶標的狀況再次發生。

### 輪型戰車主砲口徑爭議
中華民國審計部於2021年7月29日發布《109年度中央政府審核報告》，指陸軍司令部對戰甲車的籌獲與性能提升的需求為搭載120公厘口徑火砲或可貫穿520公厘均質裝甲，但研製輪型戰車的「獵豹專案」的規格需求被修改為105公厘口徑火砲與貫穿500公厘均質裝甲，恐無法滿足未來需求。審計部也要求軍備局生產製造中心建立120公厘口徑火砲的產製能量。
對此，軍備局表示搭載105公厘口徑火砲的輪型戰車為國際主流，其技術也較120公厘口徑火砲成熟，故將輪式戰車主砲的口徑規格訂為105公厘。國防安全研究院副研究員舒孝煌也指出120公厘口徑火砲的砲管重量與後座力皆比105公厘口徑火砲高，更換主砲口徑將需大幅更改車體結構；120公厘砲彈的體積也較105公厘砲彈大，將會使輪型戰車的備彈數量減少。